# Maria, Regină a României
Maria a României (n. 29 octombrie 1875, Eastwell Park, Ashford, Kent, Anglia – d. 18 iulie 1938, Castelul Pelișor, Sinaia, Regatul României) a fost principesă de coroană și a doua regină a României, în calitate de soție a principelui devenit ulterior regele Ferdinand I al României. A fost mama regelui Carol al II-lea. Maria, născută Marie Alexandra Victoria de Saxa-Coburg și Gotha, a fost prințesă a Marii Britanii și Irlandei, fiind nepoata reginei Victoria a Regatului Unit.
Părinții săi au fost Alfred Ernest Albert de Saxa-Coburg și Gotha, duce de Edinburgh, iar mama, Maria Alexandrovna Romanova, mare ducesă a Rusiei, unica fiică a țarului Alexandru al II-lea al Rusiei.
Maria și-a petrecut copilăria și adolescența la Eastwell Park, reședința familiei din comitatul Kent.
S-a căsătorit la 29 decembrie 1892 cu Ferdinand I, Principele moștenitor al tronului României, încercând încă de la început și reușind să se integreze națiunii care o adoptase ca Principesă și, începând din 1914, ca Regină.
A urmărit constant întărirea legăturilor dintre România și Marea Britanie, dovedind reale calități diplomatice în susținerea și apărarea intereselor României. S-a opus intrării României în Primul Război Mondial de partea Puterilor Centrale și a susținut alianța cu Antanta, în vederea susținerii de către aceasta a realizării statului național român.
Pe timpul războiului și-a acompaniat soțul în refugiu în Moldova, activând ca soră de caritate în spitalele militare, activitate care a făcut să fie numită în popor „mama răniților”.
În perioada Conferința de Pace de la Paris (1919), dar și după încoronarea, alături de Regele Ferdinand, ca suverani ai României Mari (Alba Iulia, 15 octombrie 1922) a participat la o campanie diplomatică pentru recunoașterea internațională a statului român reîntregit, având întrevederi oficiale sau informale cu suveranul englez, cu președintele Statelor Unite ale Americii, Woodrow Wilson, prim-ministrul Franței, Georges Clemenceau sau cu reprezentanții de marcă ai mass-mediei europene.
Regina Maria și Conferința de Pace de la Paris - În perioada Conferința de Pace de la Paris (1919), dar și după încoronarea, alături de Regele Ferdinand, ca suverani ai României Mari (Alba Iulia, 15 octombrie 1922) a participat la o campanie diplomatică pentru recunoașterea internațională a statului român reîntregit, având întrevederi oficiale sau informale cu suveranul englez, cu președintele Statelor Unite ale Americii, Woodrow Wilson, prim-ministrul Franței, Georges Clemenceau sau cu reprezentanții de marcă ai mass-mediei europene.
După moartea Regelui Ferdinand și venirea la putere a fiului său, Carol al II-lea (1930), acesta a reușit îndepărtarea Reginei Maria din viața politică, obligând-o practic să trăiască într-un soi de exil intern la reședințele sale de la Balcic și Bran.
În ultimii doi ani de viață, bolnavă fiind, s-a tratat la diferite sanatorii din Europa, revenind în țară în vara lui 1938, murind la reședința sa de la Pelișor.
A cerut prin testament ca trupul să-i fie înhumat în biserica episcopală de la Curtea de Argeș, iar inima să fie păstrată într-o raclă la capela Stella Maris a reședinței din Balcic. După cedarea Cadrilaterului în 1940, inima Reginei a fost mutată la Bran.
Regina Maria a fost o iubitoare și o colecționară de artă, susținând o serie de personalități artistice și literare cu burse și bani. Este autoarea unor interesante scrieri memorialistice, precum și a unor povești și versuri pentru copii.
Personalitate complexă și puternică, Regina Maria a fost supusă unor campanii denigratoare sistematice, cele mai cunoscute fiind cele orchestrate de Puterile Centrale în Primul Război Mondial și autoritățile comuniste, în primii ani după Al Doilea Război Mondial, campanii ale căror reminiscențe mai pot fi întâlnite și astăzi.
Constantin Argetoianu, unul din criticii constanți și nemiloși ai Reginei, este și cel care reușește să sintetizeze în câteva cuvinte rolul Reginei Maria și locul pe care ea îl merită în istorie:
„Oricâte greșeli va fi comis regina Maria, înainte și după război, războiul rămâne pagina ei, pagină cu care se poate făli, pagină care se va așeza în istorie la loc de cinste. O găsim în tranșee printre combatanți în rândurile înaintate, o găsim în spitale și în toate posturile sanitare printre răniți și bolnavi. O găsim de față la toate adunările care încercau să facă puțin bine. Nu a cunoscut frica de gloanțe și de bombe, cum nu a cunoscut teama și scârba de molimă sau nerăbdarea față de eforturile așa de des inutile, provocate de dorința ei de mai bine. Regina Maria și-a îndeplinit datoria pe toate fronturile activităților sale, dar mai presus de toate pe acela al încurajării și ridicării moralului acelora care o înconjurau și care au trebuit să decidă, în cele mai tragice momente, soarta țării și a poporului său. Se poate afirma că, în răstimpul pribegiei noastre în Moldova, regina Maria a întrupat aspirațiile cele mai înalte ale conștiinței românești. Prin modul cum a influențat în 1916 intrarea României în război și din nou în 1918, când aproape numai datorită ei, regele Ferdinand nu a ratificat dezastruoasa pace de la București, regina s-a așezat ca ctitoriță a României întregite și ca una din cele mai mari figuri ale istoriei noastre naționale.”—Constantin Argetoianu , Pentru cei de mâine: Amintiri din vremea celor de ieri

## Copilăria și adolescența

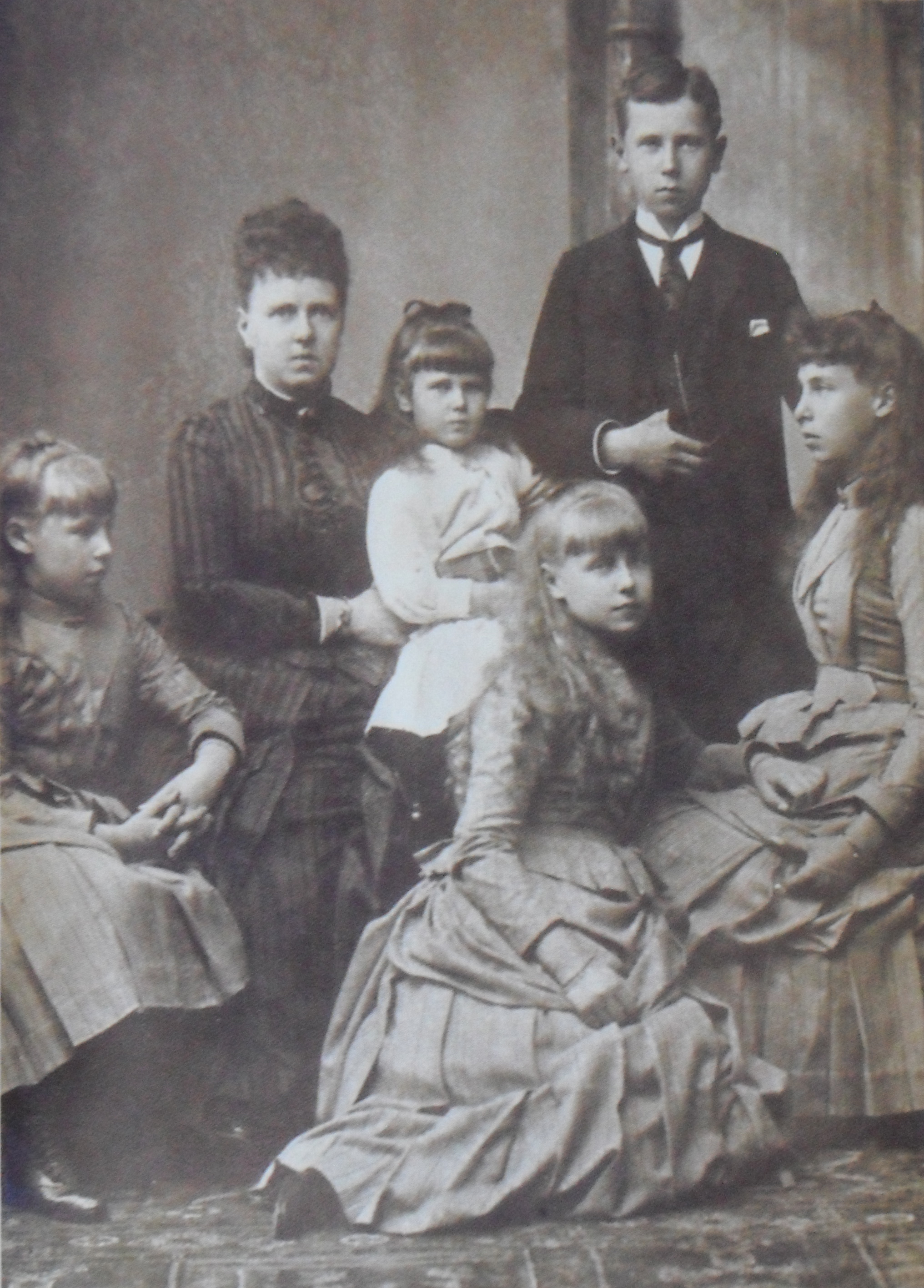
Ducesa de Edinburgh cu copiii

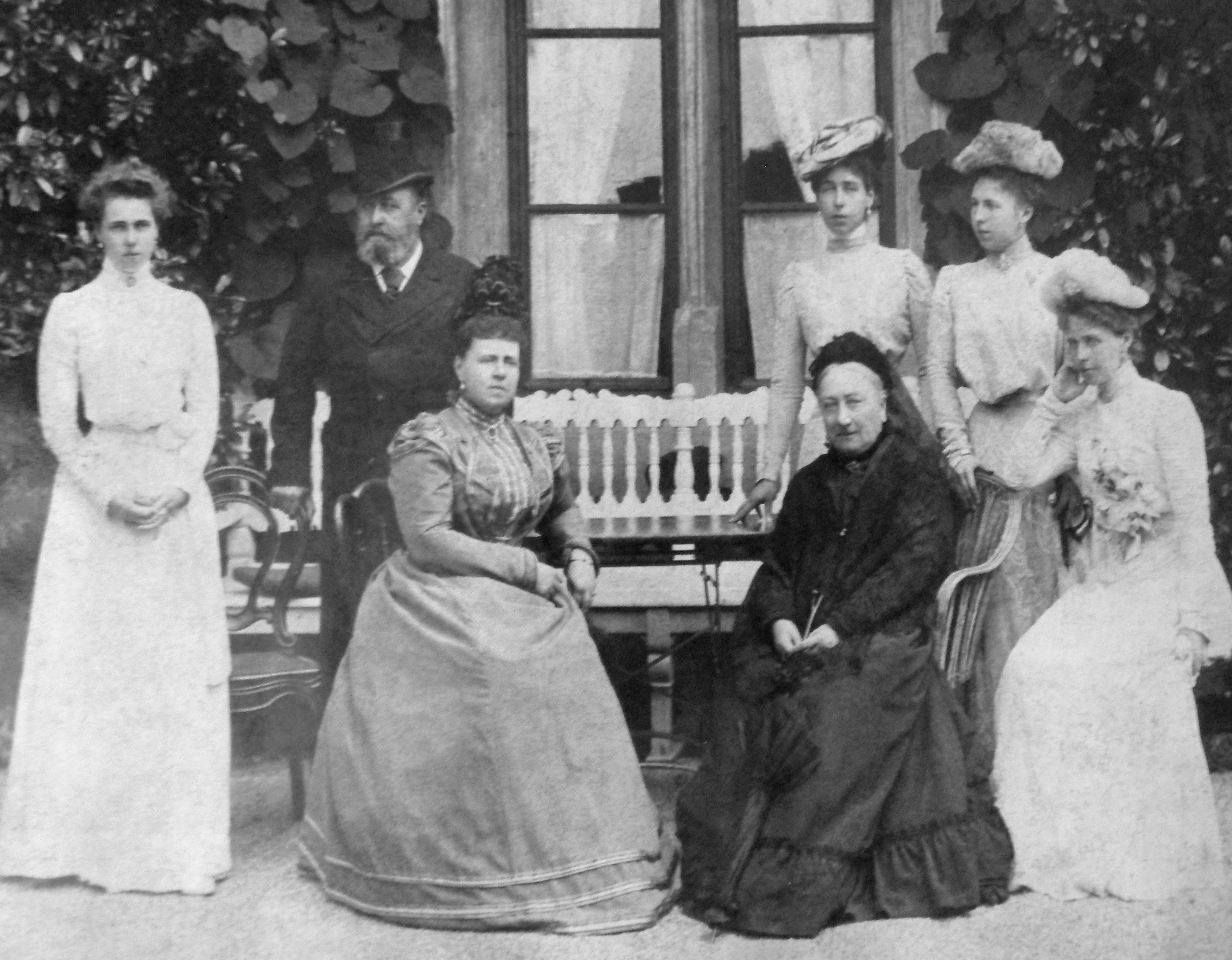
Familia ducelui de Saxa-Coburg și Gotha în 1890

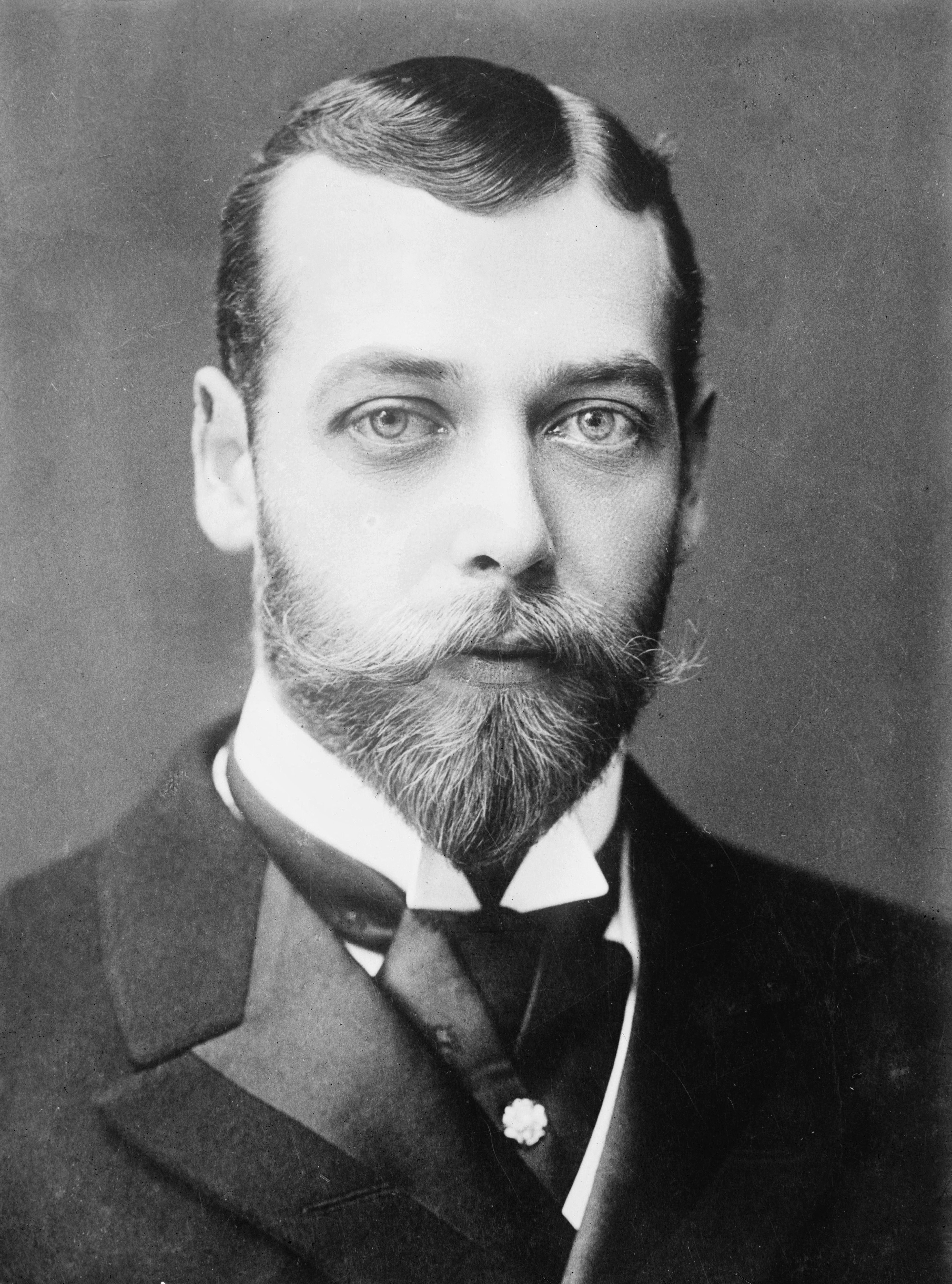
George, Duce de York, viitorul rege George al V-lea

Maria Alexandra Victoria de Saxa-Coburg și Gotha s-a născut la 29 octombrie 1875 la reședința familiei, de la Eastwell Park, Ashford, comitatul Kent, Anglia, fiind fiica cea mare a părinților săi Alfred Ernest Albert de Saxa-Coburg și Gotha, duce de Edinburgh și Maria Alexandrovna Romanov, mare ducesă a Rusiei, unica fiică a țarului Alexandru al II-lea al Rusiei.
Tatăl său era cel de-al doilea fiu al reginei Victoria și prințului-consort Albert. Mama sa era singura fiică în viață a din căsătoria țarului Alexandru al II-lea al Rusiei cu Maria Alexandrovna de Hessa.
Maria a fost botezată în ritul anglican la capela privată a castelului Windsor pe 15 decembrie 1875, având ca nași de botez pe: împărăteasa Rusiei Maria Alexandrovna și țareviciul Alexandru al III-lea (bunica și unchiul pe linie maternă), Alexandrine, ducesă de Saxa-Coburg și Gotha (mătușă pe linie paternă), Alexandra, prințesă de Wales (mătușă pe linie paternă) și prințul Arthur, duce de Connaught (unchi pe linie paternă). Botezul a fost de natură „strict privată”, deoarece a fost realizat în ziua care urma celei de-a 14-a comemorări a morții prințului-consort Albert.
Pe fondul atmosferei tensionate din familie, cauzată de o mamă irascibilă, dominatoare și neglijată, și un tată slab de fire și plecat aproape permanent în lungi călătorii pe mare, prințesa Maria va fi crescută timp de aproape 12 ani numai la Eastwell Park, reședința de la țară a familiei de Edinburgh, preferată de mama sa reședinței oficiale de la Londra, palatul Clarence House.:p. 9
Eastwell Park a rămas unul din locurile favorite ale Mariei, pe care l-a evocat întotdeauna cu bucurie și nostalgie.
„Oricât aș îmbătrâni, mirosul frunzelor uscate de toamnă îmi va aduce mereu în fața ochilor imaginea vechii case englezești. Acea aromă, oriunde aș fi, îmi evocă viziunea locului Eastwell Park, cu cărările sale prin pădure, pe care le băteau pașii noștri copilăroși.:p. 5”—Regina Maria, Povestea vieții mele
În timpul copilăriei Maria s-a atașat foarte mult de sora sa mai mică, Victoria Melita, alintată Ducky de către familie, cele două surori rămânând foarte apropiate pe tot parcursul vieții.
La vârsta de 10 ani, în 1885, Maria avea să fie domnișoară de onoare la căsătoria prințesei Beatrice, cea mai tânără fiică a reginei Victoria, cu prințul Henry de Battenberg.
În 1886, ducele de Edinburgh a fost numit la comanda Flotei din Mediterana, astfel familia s-a mutat în Malta pentru următorii trei ani. Maria și Ducky își vor petrece timpul făcând plimbări la monumentele istorice de pe insulă și luând lecții de călărie. În Malta, Maria se îndrăgostește pentru prima dată, după cum va recunoaște mai târziu, alesul fiind Maurice Bourke, căpitanul yahtului ducelui.:p. 1
Anul 1888 a fost și anul înfiripării idilei cu prințul George, vărul său, viitorul rege George al V-lea. „Începând de la vârsta de treisprezece ani, întotdeauna vreun bărbat sau băiat era îndrăgostit de mine! Primul meu adorator a fost George, vărul meu, acum rege al Angliei.”:pp 50-51
La începutul anului 1892, fratele mai mare al prințului George, ducele de Clarence și Avondale, a murit, acesta devenind al doilea în linia de succesiune la tronul britanic. Părinții săi, prințul și prințesa de Wales, încurajați de regina Victoria, au făcut o cerere formală în căsătorie în numele său, părinților lui Missy, dar Ducesa de Edinburgh a respins-o imediat, pretinzând că fiica sa tocmai a fost confirmată în ritul luteran german, ceea ce nu îi permite să intre în Biserica Anglicană.:p. 2
Crescută în credința ortodoxă, pe care și-a păstrat-o și după mariajul cu ducele de Edinburgh, ducesa Maria Alexandrovna nu a dorit o căsătorie între veri primari, lucru interzis de canoanele ortodoxe. Este posibil ca ea să fi avut și unele rațiuni politice, în sensul încercării de a realiza o atenuare a tensiunilor dintre Rusia, țara ei maternă, și România pe subiectul Basarabiei.
În 1889 tatăl său, la presiunile reginei Victoria, a acceptat să succeadă unchiului său Ernest al II-lea, la conducerea Ducatului de Saxa-Coburg și Gotha, astfel încât întreaga familie se va muta începând cu acest an în Germania, la Coburg.

## Principesă de Coroană a României

### Căsătoria

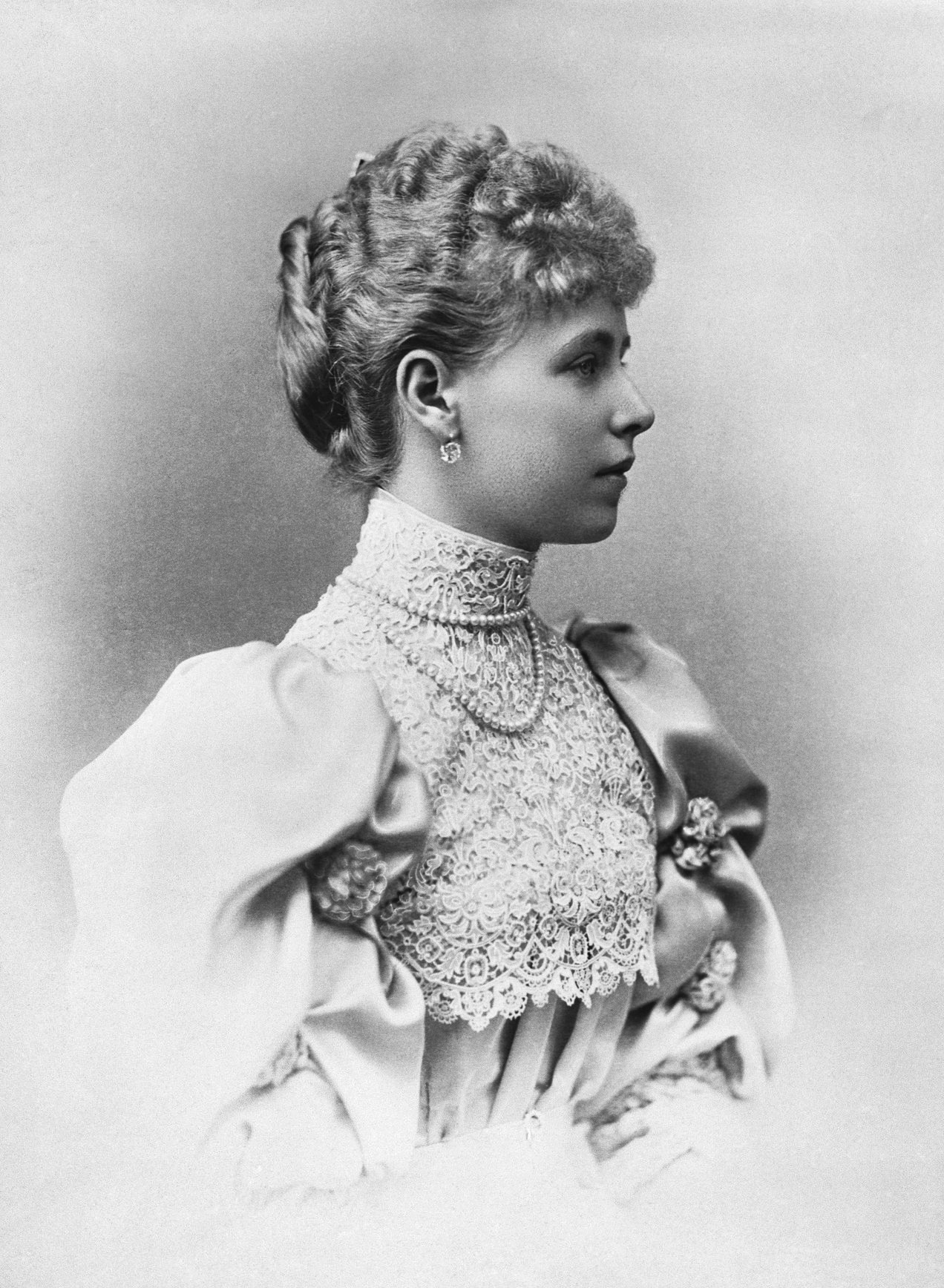
Principesa Maria în anul căsătoriei, 1893

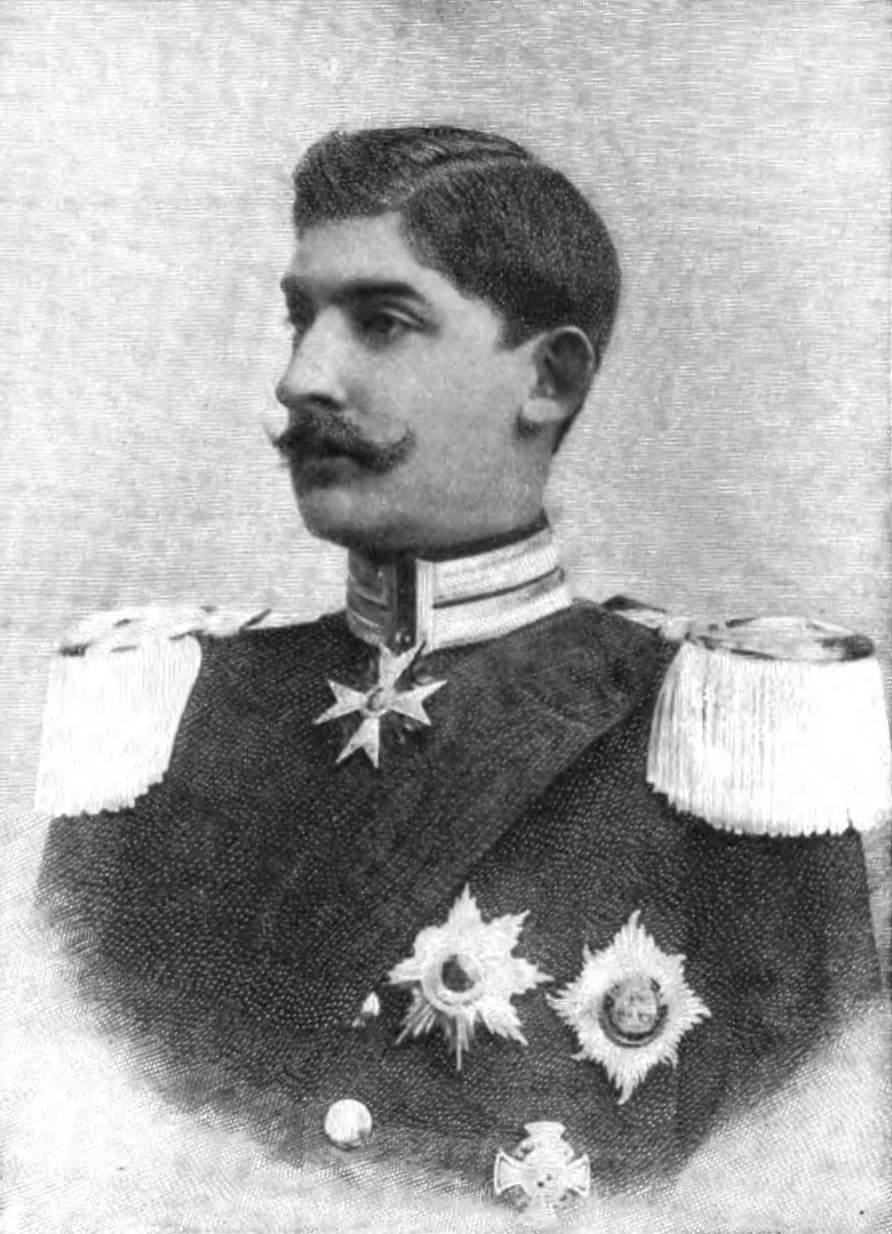
Principele Ferdinand în anul căsătoriei, 1893

Maria va avea parte de o adolescență foarte scurtă, petrecută la Coburg și Rosenau, ea fiind obligată să intre în complicatul balet politico-diplomatic al căsătoriilor monarhice europene din a doua parte a secolului XIX.
„Anii trec și Maria, care a devenit una dintre cele mai frumoase și titrate prințese din Europa, se apropie de vârsta fatală la care trebuie să te gândești la viitor. Viitorul pentru o tânără de rangul ei este cuprins într-un singur cuvânt: căsătorie.

În acea epocă nici nu se punea problema să ceri părerea copiilor, care trebuiau să se căsătorească din motive ce nu țineau de sentimente, ci de politică. Maria va trebui să se încline în fața sorții obișnuite. Pentru ea, având un caracter atât de ferm, va fi o rană care nu se va cicatriza decât după mulți ani. Maternitatea și apoi politica vor fi într-un fel substitute ale dragostei neîmplinite.:p. 28”—Guy Gauthier, Missy, regina României
În aceeași perioadă, Casa Regală a României era în căutarea unei partide pentru prințul de coroană Ferdinand, menite să asigure viitorul acestei dinastii. Astfel vor fi declanșate o serie de acțiuni menite să contribuie la cunoașterea și apropierea dintre Ferdinand și Maria. Primele întâlniri din anul 1891 vor fi eșecuri totale, dar apoi prin intervenția energică a împăratului german care îl cheamă pe timidul Ferdinand și îi ordonă să rezolve situația, simultan cu presiunile făcute de marea ducesă Maria Alexandrovna asupra Mariei, lucrurile se vor aranja prin anunțarea logodnei noului cuplu, în vara lui 1892.:pp 30-47

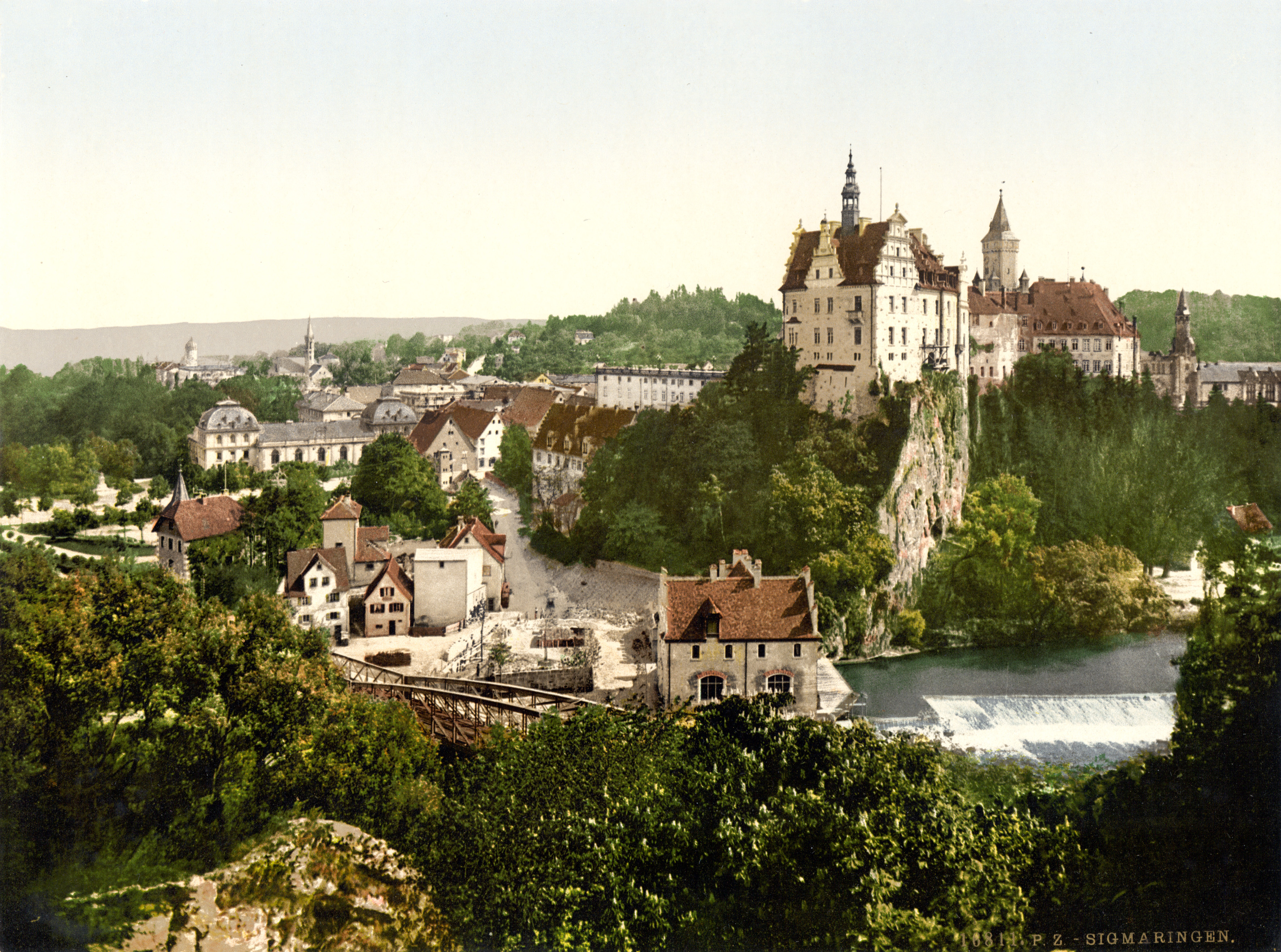
Castelul din Sigmaringen, locul căsătoriei

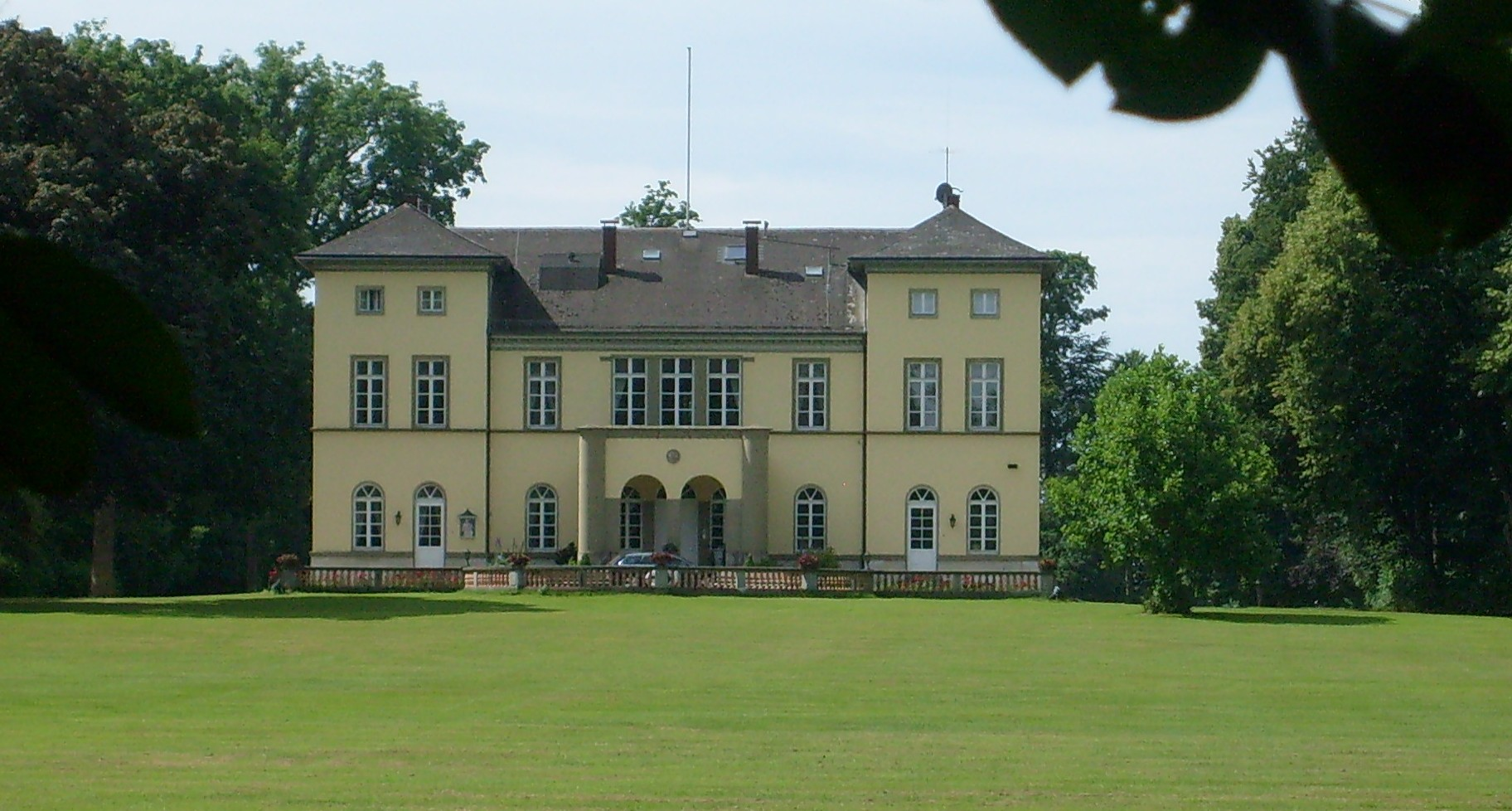
Castelul Krauchenwies - luna de miere

Pentru oficializarea logodnei regele Carol I a efectuat în toamna lui 1892 o vizită la Londra pentru a se întâlni cu ducele de Edinburgh, tatăl Mariei, și apoi cu regina Victoria, care a fost de acord cu căsătoria preconizată, oferindu-i cu acest prilej lui Carol Ordinul Jartierei.
La 10 ianuarie 1893, la Sigmaringen în Germania, este celebrată căsătoria Alteței Sale Regale Marie de Edinburgh cu Alteța Sa Regală Ferdinand, Prințul de Coroană al României. Celebrarea a cuprins de fapt un număr de trei ceremonii de căsătorie: civilă, catolică (religia lui Ferdinand) și protestantă (religia Mariei).
Căsătoria civilă a avut loc în Salonul Roșu al castelului din Sigmaringen, fiind oficiată de Karl von Wedel, mareșal al curții imperiale, împăratul Wilhelm al II-lea al Germaniei fiind primul dintre martorii care și-au pus semnătura pe actul de căsătorie.
Principala ceremonie, cea catolică, a avut loc la catedrala orașului, Maria fiind condusă la altar de tatăl său, ducele de Edinburgh. Maria devenea astfel prima prințesă britanică, după câteva sute de ani, care se căsătorea cu un prinț catolic.
Cea de-a treia ceremonie, cea protestantă, a fost una mai modestă, fiind oficiată în unul din saloanele palatului de către un capelan al Marinei Regale Britanice.
Deși regele Carol I, preocupat permanent de simțul datoriei, le-a urat doar „Honigtag” („o zi de miere”), proaspătul cuplul regal avea să petreacă totuși o lună de miere la castelul Krauchenwies din Bavaria. De aici au plecat spre țară, cu o scurtă oprire la Viena unde își vor îndeplini prima lor sarcină oficială, aceea de a-l vizita pe împăratul Franz Josef. Având în vedere situația politică delicată a momentului (era în plină desfășurare procesul memorandiștilor) vizita avea să fie scurtă urmată de o traversare a Transilvaniei pe timp de noapte și cu luminile trenului stinse.
Cuplul princiar va avea parte de o primire călduroasă încă de la trecerea frontierei, la Predeal, urmată de o serie întreagă de ceremonii și recepții oficiale.
„Românii sunt latini. Vorbesc cu inima și cu mâinile. Din primul moment o adoptă pe Maria. În spatele acestei spontaneități afective se ascunde ceva mai profund. Începutul, poate, al unui sentiment monarhic profund în România. După aproape treizeci de ani de monarhie prusacă serioasă și competentă, dar care duce lipsă de imaginație, a venit în sfârșit momentul pentru o regalitate care vorbește sufletului. Este un dialog care între Maria și poporul român va continua, în ciuda vicisitudinilor istorice, timp de patruzeci și cinci de ani.:p. 52”—Guy Gauthier, Missy, regina României
La întoarcerea în țară a cuplului princiar s-au oficiat 32 de nunți ale unor țărani români, la Biserica Sfântul Spiridon Nou din București, urmate de o masă la Ateneul Român, unde Prințul Ferdinand și-a adus și el soția.

### Relația cu Ferdinand

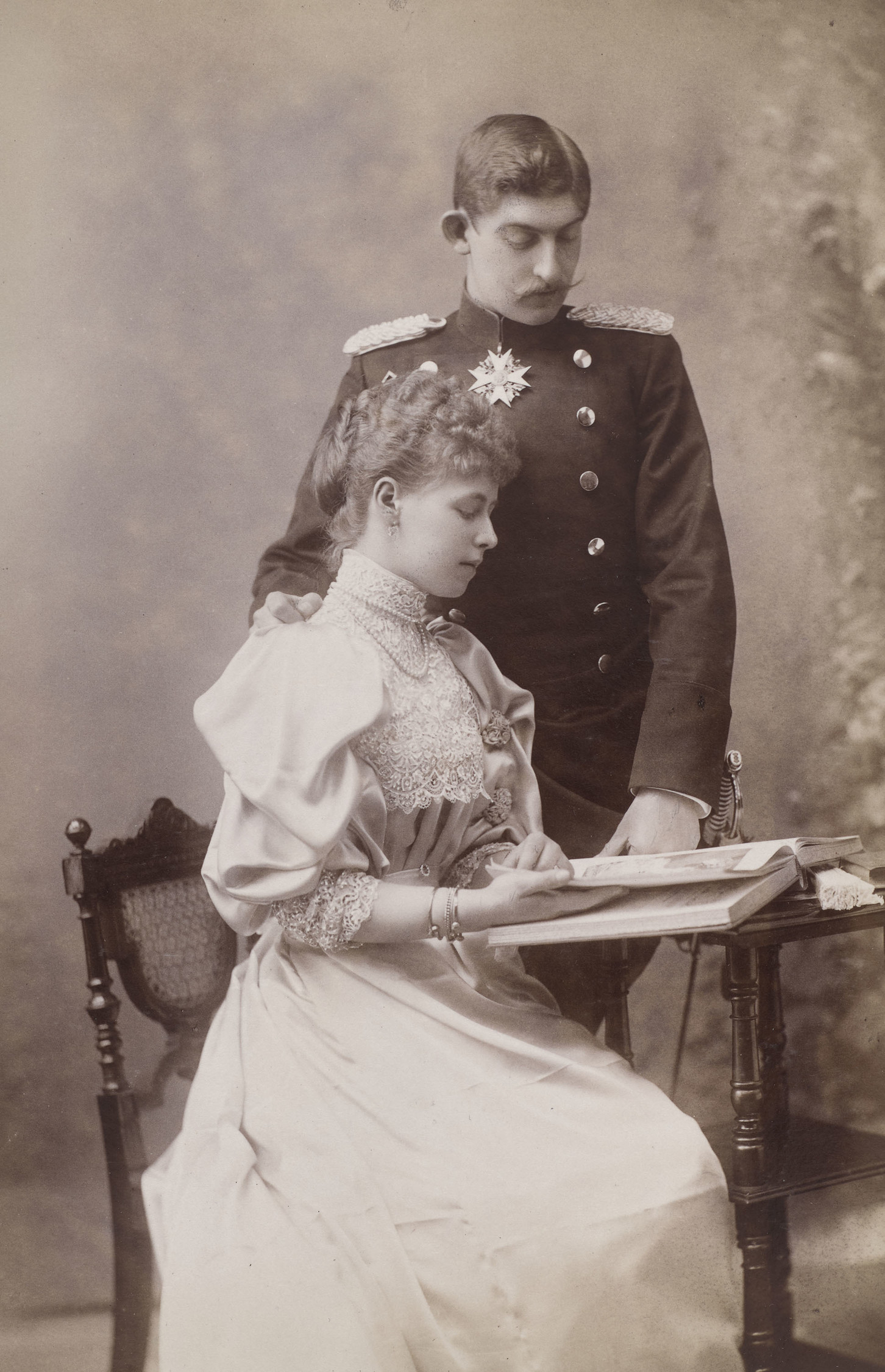
Ferdinand și Maria ca Principe și Principesă de Coroană

Relația cuplului princiar și apoi regal Ferdinand și Maria a fost una complexă și cu o evoluție sinuoasă în timp, dar ceea ce a constituit o constantă a acestei relații a fost permanenta disociere între viața publică și cea privată, pe care atât Ferdinand cât și Maria au făcut-o. Ei nu au lăsat niciodată ca problemele personale sau de cuplu să primeze în detrimentul funcțiunilor publice pe care le aveau la nivelul societății, focalizându-și energiile și eforturile într-un mod concertat, pentru îndeplinirea misiunii care le revenea. ”Preocuparea noastră cinstită a avut întotdeauna un singur obiect: România. Orice greșeli vom fi făcut, pe noi ne-au animat de fiecare dată intențiile cele mai bune și sunt convinsă că și poporul știe acest lucru.”:p. 214
Faptul că această căsătorie a fost stabilită din interese dinastice, fără ca cei doi viitori soți să aibă vreun cuvânt de spus, ca și diferența de vârstă și temperament a lor, a făcut ca în primii ani de căsătorie relația celor doi să fie una destul de tumultoasă și inegală.
„Noi suntem naturi total diferite, nu putem înțelege anumite lucruri pentru că mintea noastră lucrează complet altfel. În tinerețea noastră ne făceam unul pe altul să suferim, eram ca doi cai rău împerecheați, deși erau întotdeauna probleme asupra cărora cădeam de acord.:p. 122”—Regina Maria, Însemnări zilnice
Cu timpul, cu apariția copiilor, cu o mai bună înțelegere din partea lui Ferdinand și cu mai buna integrare a principesei Maria în Casa Regală și în societatea românească, perechea princiară a reușit să treacă peste cele mai multe dintre aceste asperități, reprezentând un factor de stabilitate pentru viitorul dinastiei și al României în general. Cel mai bine a sintetizat această perioadă tot regina Maria care îi mărturisea la un moment dat regelui Ferdinand ”ce păcat că a trebuit să irosim atâția ani ai tinereții ca să învățăm cum să conviețuim!”:p. 214
„Din pricină că fusese prea îndelung subjugat și apăsat, regele Ferdinand avea nevoie adesea să fie înviorat și întărit. Felul meu de a fi îi insufla curaj și nădejde. În ceasurile de îndoială, găsea în mine o încredere de oțel, pe care singur n-o avea. Mână în mână, eram mai puternici. Nu era în firea soțului meu să mă recunoască în văzul tuturor ca pe o colaboratoare. [...] Dar avea încredere în mine, eram o tovarășă plină de veselie, uneori cam nesupusă care însă niciodată nu-l dezamăgea. Afară de aceasta, menirea și țelurile noastre erau aceleași și trăiam amândoi pentru același ideal: binele țării noastre. Aceasta ne făcea răbdători unul față de altul și ne insufla fiecăruia îngăduință pentru cusururile celuilalt.:pp 14-15”—Regina Maria, Despre relația cu regele Ferdinand

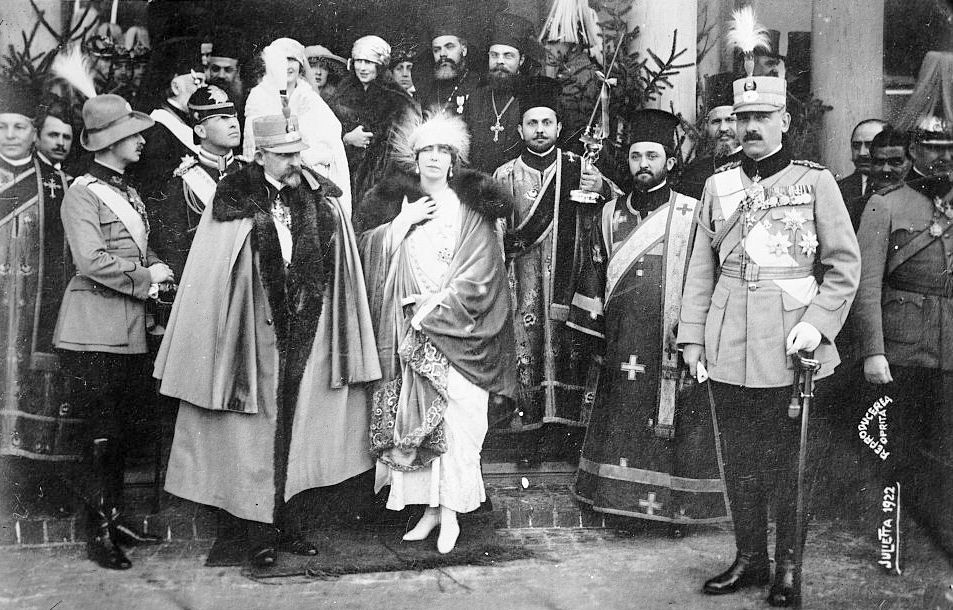
Ferdinand și Maria ca rege și regină

Diferența de temperament dintre Maria și Ferdinand, a indus în anumite momente percepția că acesta ar fi fost sub dominația energicei sale soții, ceea ce era de multe ori doar o aparență. Chiar dacă Ferdinand lua hotărârile cu greutate și de multe ori ajutat de alții, inclusiv regina, el nu lua decât acele hotărâri la care singur ajunsese la concluzia că sunt cele corecte.
„Părerea obișnuită este că era sub influența Reginei Maria, că ei i se datorează hotărârile care l-au dus Ia gloria întregirii neamului. Lucrul nu este exact. Desigur că în unele probleme Regina Maria a exercitat o înrâurire asupra lui într-o oarecare măsură. Chiar personalități mai puternice din apropierea lui l-au putut influența, ca să nu mai vorbim de o personalitate atât de hotărâtă, de vie ca a Suveranei. Însă o adevărată, o decisivă influență dânsa nu putea exercita, fiindcă legătura sufletească dintre ei era prea slăbită, prea erau departe și străini unul de altul. În tinerețile lui dânsul o iubise mult, această dragoste nu fusese însă împărtășită.:p. 122”—Ion G. Duca, Amintiri
Cu toate iubirile regelui Ferdinand și ale reginei Maria, relația lor de cuplu s-a consolidat ajungând ca între ei să se stabilească o toleranță amabilă și un devotament sincer al unuia față de celălalt, uniți într-o camaraderie cordială și autentică, de grijile comune pentru țară și pentru familie. Ea se închina în fața superiorității sale ca rege și bărbat în public. El se pleca în fața ei în viața particulară, pentru că știa că ea înțelegea lumea mai bine decât el.:p. 22 „Acum suntem cei mai buni asociați, cei mai loiali tovarăși, dar viețile noastre se întretaie doar în anumite chestiuni.”:p. 122
„Când s-au urcat pe tron dragostea lor se stinsese de ani de zile. [...] Regele însă admira multe din însușirile soției lui — voința, sinceritatea, vitalitatea, veselia dar atâta tot. Treceau săptămâni și luni fără să-și vorbească altceva decât banalități la masă și față de martori. Nici o intimitate între două vieți îndreptate pe cărări despărțite. Tronul pe de o parte, încercările ei repetate pe de altă parte, îi apropia din nou vrând ne vrând, dar nu destul. Este sigur că în fundul sufletului său el a avut față de dânsa adevărata stimă și adevărata încredere, o cunoștea însă prea bine ca să nu se sfiască de ea.:p. 122”—Ion G. Duca, Amintiri

### Viața la Curtea Regală
Maria a întâmpinat dificultăți mari în adaptarea la noua sa condiție de soție a principelui moștenitor al coroanei României. Lumea de la București, latină și ortodoxă, era foarte diferită  de lumea anglo-saxonă și protestantă în care crescuse. „Nu am fost adusă în România pentru a fi adorată și răsfățată, ci pentru a face parte din construcția imaginată de regele Carol. Am fost importată, pentru a fi șlefuită, educată și antrenată conform viziunii marelui bărbat.”:p. 105 Totul i se părea ciudat și straniu în noua sa țară, de la arhitectura edificiilor din București până la mohorâtele încăperi ale Palatului regal în care trebuia să locuiască. „Bântuiam tristă ore întregi, singură în camerele acelea pe care le uram, încăperi grele, nemțești, opulente, pline de ornamente apăsătoare, pompoase, fără vreun ungher în care să te poți adăposti. Totul era « Altedeutsch » și nu de cea mai bună calitate.”:p. 107

Palatul Regal la 1900

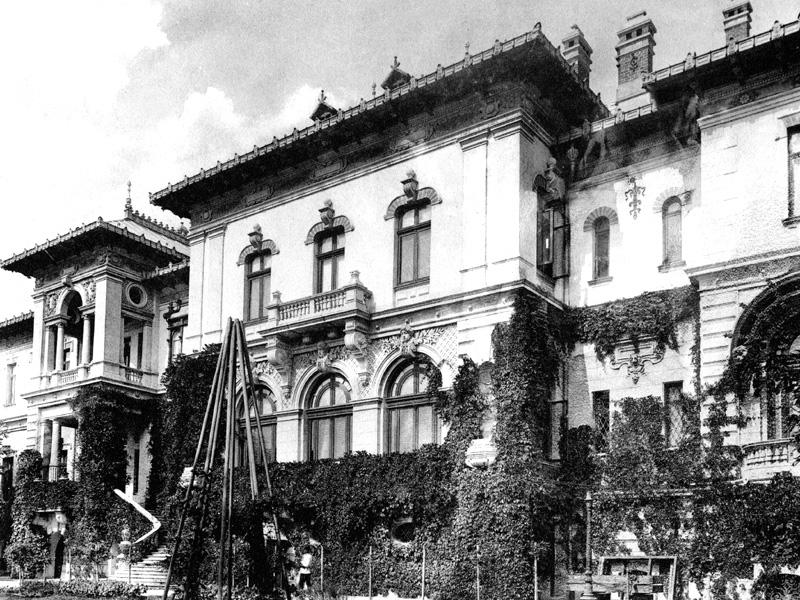
Palatul Cotroceni la 1900

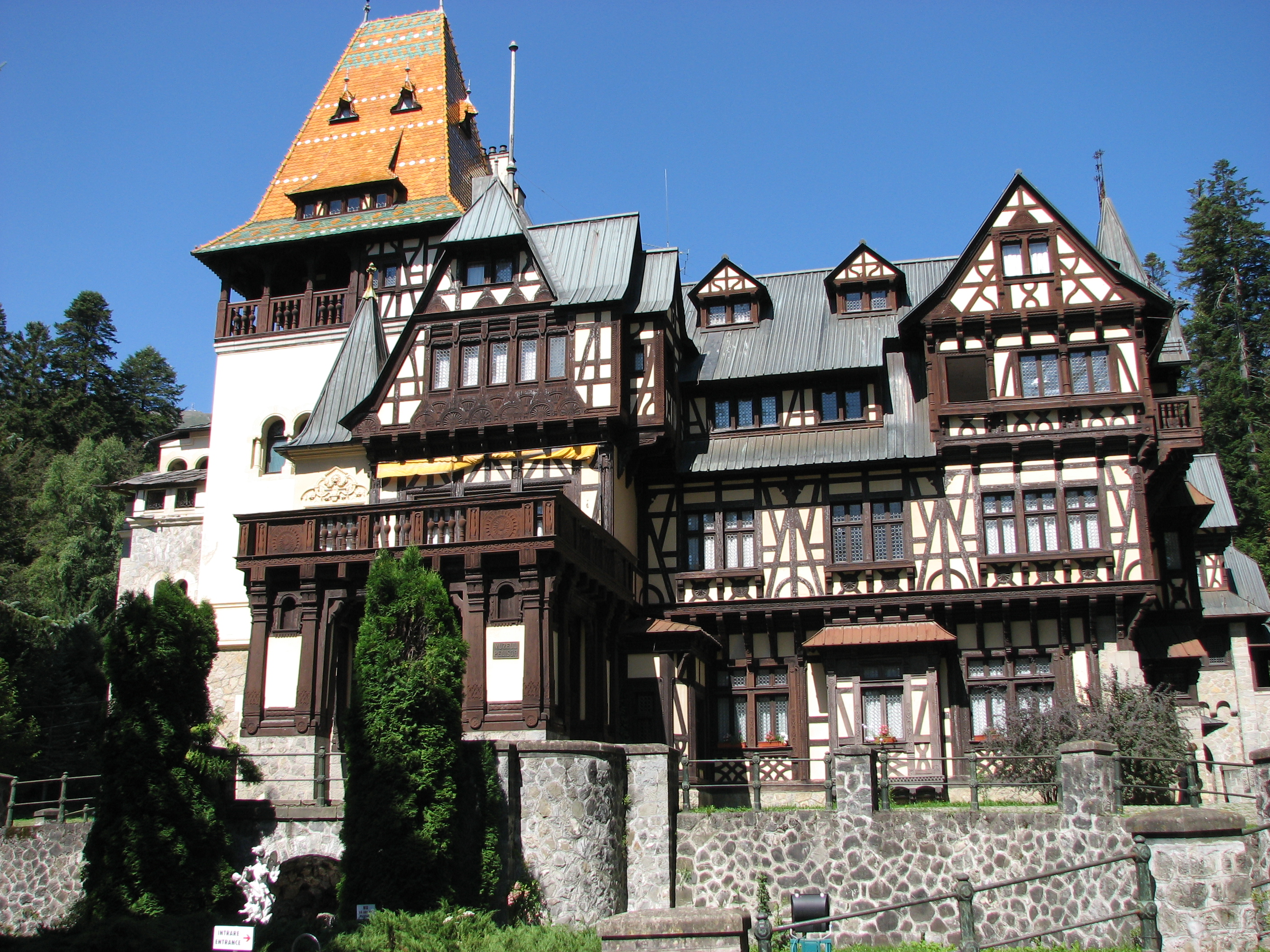
Castelul Pelișor

Maria și Ferdinand au trebuit să participe în perioada imediat revenirii în țară la o întreagă suită de manifestări oficiale prilejuite de căsătoria cuplului princiar unde, deși au întâlnit toată elita politică, culturală și militară a României, Mariei i s-a interzis de către regele Carol să își facă prieteni în societatea românească deoarece „prietenii nu erau întotdeauna cei mai buni sfătuitori, plus că favoritismul creează gelozii, așa că e mai sigur să nu ai prieteni.”:p. 106
În acest fel, în primii ani ai șederii sale în România „cercul familiei s-a restrâns la bătrânul unchi Carol, regele, și soțul meu, subjugat de cultul pentru bătrânul de fier, tremurând mereu la gândul că acțiunile sale l-ar putea nemulțumi pe acest sclav al datoriei care era capul familiei.”:p. 105
Discuțiile interminabile cu Carol și Ferdinand nu-i făceau nici o plăcere tinerei prințese, având în vedere atât faptul că subiectele predilecte ale acestora erau problemele de stat, cât și totala ei lipsă de pregătire în acest  domeniu. „Atât unchiul (Carol I - n.n.) cât și Nando vorbeau mult, îmi spuneau multe lucruri, discutau politică, aveau lungi discuții militare, fumând țigări puternice, dar pentru mine toate acestea erau de parcă ar fi vorbit în chineză.”
În viziunea lui Carol, „acest rege conservator și maniac al disciplinei, care s-a zbătut mai mult decât oricine altcineva să construiască România modernă”, singurul rol pe care perechea moștenitoare trebuia să îl joace era acela de a-și face datoria în ducerea mai departe la îndeplinire a acestui proiect al său. În acest scop, i-a tratat pe Ferdinand și Maria fără nici un fel de menajamente. „Regele Carol nu avea nici o afecțiune pentru Principele Ferdinand, îl tiraniza cât putea și îl umilea mai mult decât trebuia.”:p. 99 Cât despre Maria, Carol afirma simplu că „o prințesă moștenitoare are doar datorii și singurele sale drepturi sunt cele care decurg din această situație.”:p. 56
De asemenea, raporturile lui financiare cu perechea princiară au fost în aceeași notă: „i-a lăsat veșnic să se zbată cu ridicole greutăți financiare, cu o numeroasă și costisitoare familie, când ar fi putut să le asigure traiul cuvenit, mărindu-le subvenția sa numai cu câteva zeci de mii de lei în plus.”:p. 103
În martie 1896 cuplul moștenitor al coroanei României se mută în noua reședință princiară, Palatul Cotroceni, care, începând cu 1892, începuse să fie amenajat special în acest scop de către Regele Carol I. Acest fapt va permite obținerea unui grad mai mare de independență în viața privată a familiei princiare, și începutul unei desprinderi de tutela regelui. Maria se va dedica amenajării interioarelor noii locuințe potrivit gusturilor și dorințelor sale, precum și practicării sportului său preferat, călăria, practicată pe câmpul de instrucție de la Cotroceni, aflat în apropierea noului palat. Tot Carol va construi și o nouă reședință de vară pentru principii moștenitori, Castelul Pelișor, situat în complexul familiei regale de la Sinaia, inaugurat în anul 1903.
În anul 1896, Ferdinand și Maria vor reprezenta familia regală română la festivitățile prilejuite de încoronarea țarului Nicolae al II-lea al Rusiei. Cei doi vor petrece momente plăcute la Sankt Petersburg, Maria rămânând profund impresionată de amploarea festivităților și fastul de la curtea imperială rusă. Când ceremoniile s-au terminat și au trebuit să plece spre casă „am realizat că acesta a fost un episod pe care nu-l voi mai trăi niciodată în această viață. Era sfârșitul visului. Întoarcerea la « datorie și abnegație » nu a fost ușoară. Totul părea mic, plictisitor, ponosit, înghesuit, neinteresant; viața plată, perspectivele cenușii. Unica bucurie reală a fost să-mi revăd copiii, dar după o petrecere îndelungată chiar și propriii copii pot părea puțin străini.”

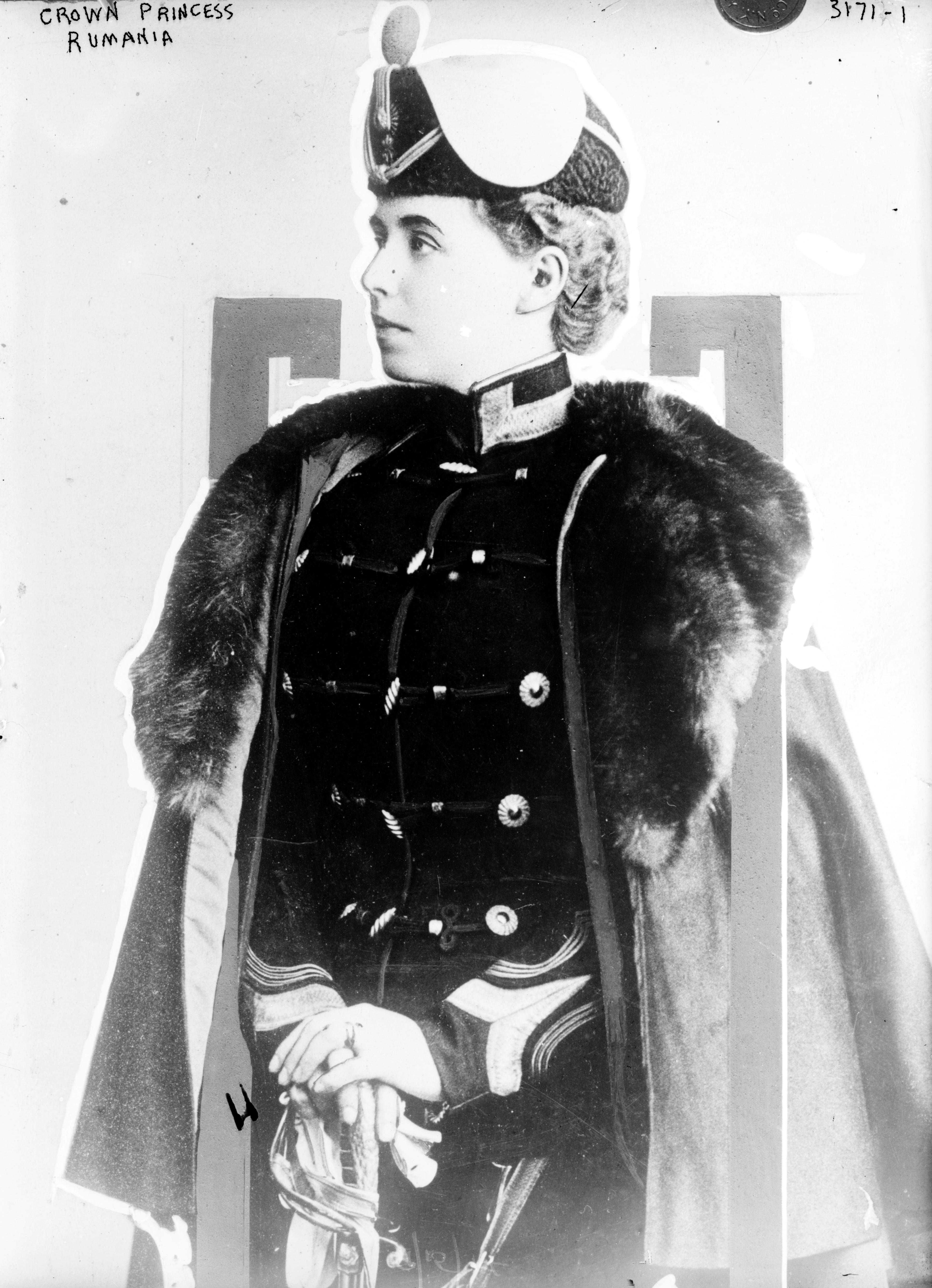
Regina Maria în uniforma Regimentului 4 Roșiori

În conformitate cu uzanțele caselor regale și într-o încercare de a asigura o implicare mai mare a principesei de coroană în activitățile statului, Regele Carol I decide, în 1896, numirea principesei Maria în calitate de comandant onorific al Regimentului 4 Roșiori. Maria va fi foarte mândră de această numire, purtând uniforma și conducând regimentul la manifestațiile oficiale, dar și fiind aproape de soldații săi pe timpul războiului. S-a implicat activ în toate acțiunile pe care Regimentul 4 Roșiori (denumit mai târziu Regimentul 4 Roșiori „Regina Maria”) le-a desfășurat de-a lungul vremii.
Anul următor, 1897, aduce un eveniment trist la Palatul Cotroceni: îmbolnăvirea principelui Ferdinand de o formă gravă de febră tifoidă, care a fost aproape de a-i cauza moartea. Pentru Maria, eventuala dispariție a lui Ferdinand ar fi putut însemna sfârșitul șederii sale în România. Regele Carol i-ar fi păstrat cei doi copii, principele Carol și principesa Elisabeta, despre care afirma că aparțin înainte de toate Coroanei României, iar Maria ar fi fost probabil nevoită să se întoarcă la familia sa, în urma unui aranjament dinastic specific. Maria nu concepea ca toate sacrificiile sale să fi fost în zadar și de aceea va alege să se bată pentru a-l susține pe Ferdinand în lupta sa cu boala. „Se va bate pentru că știe că acest om, mai mult un complice afectuos decât un soț iubitor este cheia destinului său.”:p. 93
După convalescența și însănătoșirea lui Ferdinand, perechea va pleca și va petrece iarna 1897/1898 pe Coasta de Azur, în compania rudelor Mariei din familia imperială rusă. Regele Carol I va fi nemulțumit de modul, prea liber în concepția sa, în care principii, și în special Maria, își petrecuseră voiajul și ca drept pedeapsă, Maria nu este luată în vizita pe care Carol, însoțit de Ferdinand, o va face în iulie 1898 în Rusia.

### Copiii și educația acestora
Cuplul princiar (și apoi regal) Ferdinand și Maria va avea un număr de 6 copii, din care unul, principele Mircea, a murit la o vârstă fragedă. Primul lor copil s-a născut la numai nouă luni și cinci zile de la căsătoria lor, este vorba despre principele Carol, născut la castelul Peleș, în 1893. A urmat apoi principesa Elisabeta (1894), principesa Maria (1900), principele Nicolae (1903), principesa Ileana (1909) și principele Mircea, născut în ianuarie 1913.
| Imagine | Titlul și numele                | Data nașterii     | Data decesului (Vârsta) | Observații |
| ------- | ------------------------------- | ----------------- | ----------------------- | --- |
|         | Prințul Carol                   | 15 octombrie 1893 | 4 aprilie 1953          | Viitorul rege Carol al II-lea al României, între 8 iunie 1930 și 6 septembrie 1940. A abdicat în favoarea fiului său Mihai, trăind în exil până la sfârșitul vieții. A murit în 1953 în Portugalia. Căsătorii: 1. Ioana Maria Valentina Lambrino (Zizi), la 31 august 1918, la Odesa. Un fiu, Mircea Grigore Carol Lambrino. Căsătorie morganatică, anulată prin hotărârea Tribunalului Ilfov, în 1919. 2. Prințesa Elena a Greciei și Danemarcei, la 10 martie 1921. Un fiu, viitorul rege Mihai I al României. 3. Elena Lupescu, la 3 iunie 1947, la Rio de Janeiro, Brazilia. Fără urmași. Între 1925 și 1930 a fost exclus din Casa Regală a României, în urma renunțării la calitatea de prinț moștenitor. În această perioadă a purtat numele Carol Caraiman. |
|         | Principesa Elisabeta „Lisabeta” | 12 octombrie 1894 | 14 noiembrie 1956       | Regină a Greciei (1922-1924) în urma căsătoriei cu prințul George al II-lea al Greciei, la 27 februarie 1921, la București. Divorțează la 6 iulie 1935. Fără urmași. Din 1948 până la moarte a trăit în exil la Cannes, unde a și murit. |
|         | Principesa Maria „Mignon”       | 6 ianuarie 1900   | 22 iunie 1961           | Regină a Iugoslaviei (1922-1934), în urma căsătoriei cu regele Alexandru I al Iugoslaviei, la 8 iunie 1922, la Belgrad. A avut trei copii: Regele Petru al II-lea al Iugoslaviei, Prințul Tomislav și Prințul Andrei. Din martie 1941 până la moarte a trăit în exil în Marea Britanie, unde a și murit. |
|         | Prințul Nicolae „Nicky”         | 3 august 1903     | 9 iunie 1978            | Membru al Regenței (iulie 1927 - iunie 1930), pe timpul minoratului regelui Mihai I. Căsătorii: 1. Ioana Dumitrescu-Doletti, la 7 noiembrie 1931, la Tohani. Fără urmași. Căsătorie morganatică. Rămân căsătoriți până la moartea soției, în 1963. 2. Thereza Lisboa Figueira de Mello, la 13 iulie 1967, la Lausanne. Fără urmași. Rămân căsătoriți până la moartea prințului. Din 1937 a trăit în exil în Elveția. Între 1937 și 1942 a fost exclus din Casa Regală a României, în urma căsătoriei morganatice cu Ioana Doletti. În această perioadă a purtat numele Nicolae Brana. |
|         | Principesa Ileana               | 5 ianuarie 1909   | 21 ianuarie 1991        | Căsătorii: 1. Arhiducele Anton de Habsburg, la 26 iulie 1931, la Sinaia. A avut șase copii: prinții Ștefan, Arhiduce de Austria și Dominic, Arhiduce de Austria, precum și prințesele Maria Ileana, Arhiducesă de Austria, Alexandra, Arhiducesă de Austria, Maria Magdalena, Arhiducesă de Austria și Elisabeta, Arhiducesă de Austria. Divorțează în 1954. 2. Ștefan Isărescu, la 20 iunie 1954, la New York. Fără urmași. Divorțează în 1965. Din 1948 a trăit în exil în Elveția, Argentina și Statele Unite ale Americii. În 1967 a trecut la monahism sub numele de Maica Alexandra, fondând mănăstirea „Schimbarea la Față” din Ellwood City, Pennsylvania, SUA, unde și este înmormântată.                                                                  |
|         | Prințul Mircea                  | 3 ianuarie 1913   | 2 noiembrie 1916        | A murit la Buftea, la vârsta de numai 3 ani, fiind bolnav de febră tifoidă. A fost înmormântat în curtea Palatului Cotroceni, iar în 1941, a fost reînhumat, la cererea prințesei Ileana, în capela de lângă Castelul Bran, unde fusese adusă și inima reginei Maria. |

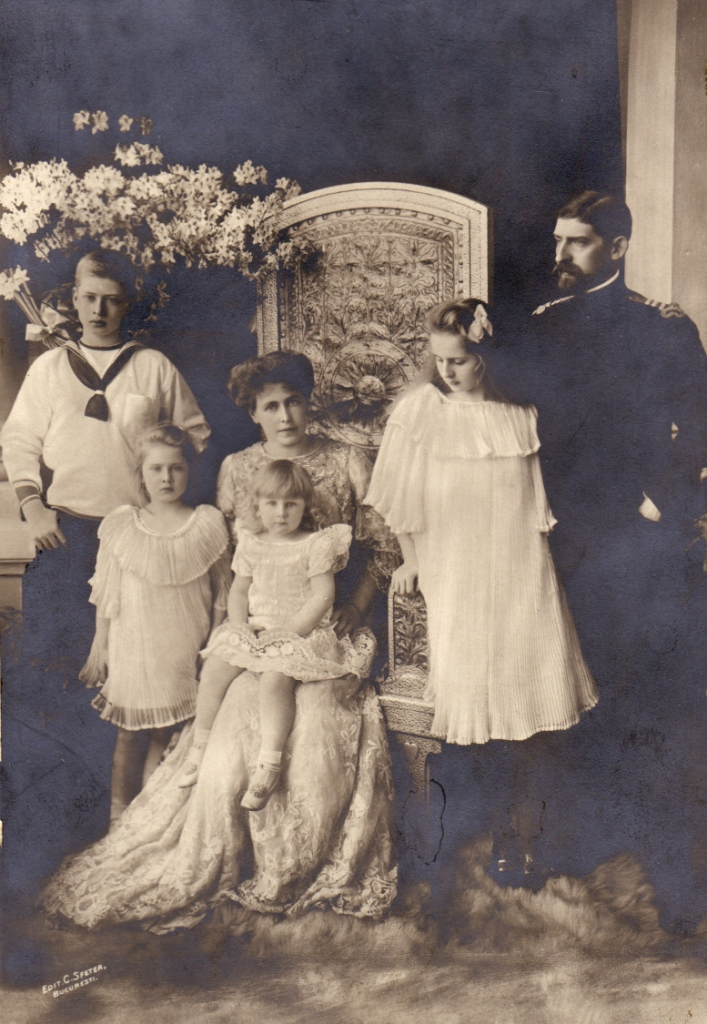
Principele Ferdinand, Principesa Maria și copiii Carol, Maria, Nicolae și Elisabeta, 1906

Relațiile dintre părinți și copii în familia regală Ferdinand și Maria au fost în aparență normale, dar în fapt atât regele cât și regina nu s-au implicat în educația copiilor regali, așa de mult pe cât ar fi fost necesar, astfel încât aceștia să conștientizeze și să înțeleagă pe deplin misiunea care le revenea în cadrul societății românești.
Maria, fire copilăroasă și îndrăzneață, nu a reușit să-și supravegheze copiii cu strictețe, în vreme ce Ferdinand, datorită incapacității sale de a lua hotărâri și mai ales datorită timidității sale excesive, nu a reușit la rându-i să se impună în viața copiilor săi. Copiii au primit, desigur, instrucția cuvenită rangului, dar Casa Regală nu putea ține locul unei adevărate instituții pedagogice. Curtea a reprezentat mai degrabă un mediu delăsător, în care fiecare copil regal a crescut în voia lui, fără o educație riguroasă, corespunzătoare viitoarei lor misiuni, formarea personalității lor suferind de lacune serioase.:p. 92
Pentru Maria „copiii mei erau punctul central al vieții mele. Femeile din rasa mea sunt mame pătimașe și nu ne putem închipui lumea fără copii. Toată munca, toată străduința și năzuința noastră n-au alt țel decât de a-i modela potrivit idealului nostru, de a-i face fericiți și de a le pregăti un viitor frumos.”:p. 310
Maria își adora copiii, dar dragostea ei era ineficientă. Nu se putea hotărî să-și disciplineze copiii așa cum ar fi trebuit, deoarece chiar ea spunea: „nu aveam fire de pedagog. De fapt, mă trăgea inima să fiu prea îngăduitoare; am avut întotdeauna groază de orice fel de tiranie sau de constrângere și mi-a fost cu neputință să înving groaza ce aveam de a dojeni. Din nenorocire însă severitatea în doză prea mică e tot atât de primejdioasă pentru bunele rezultate ale educației ca și severitatea în doze prea mari. Mărturisesc că multe din dezamăgirile și chiar din dezastrele vieții mele pot fi atribuite acestei neputințe înnăscute de a certa sau de a dezaproba.”:pp. 310-311 În ceea ce-l privea pe principele Ferdinand, principesa Maria îi scria mamei sale că: „Nando se ocupă de timbrele lui și de regulamentele militare lăsând educația copiilor în seama primei persoane care insistă să o facă. La el groaza de a nu face cumva ceva ce nu se cuvine îl împiedică să facă lucrurile pe care ar trebui să le facă.”:p. 195

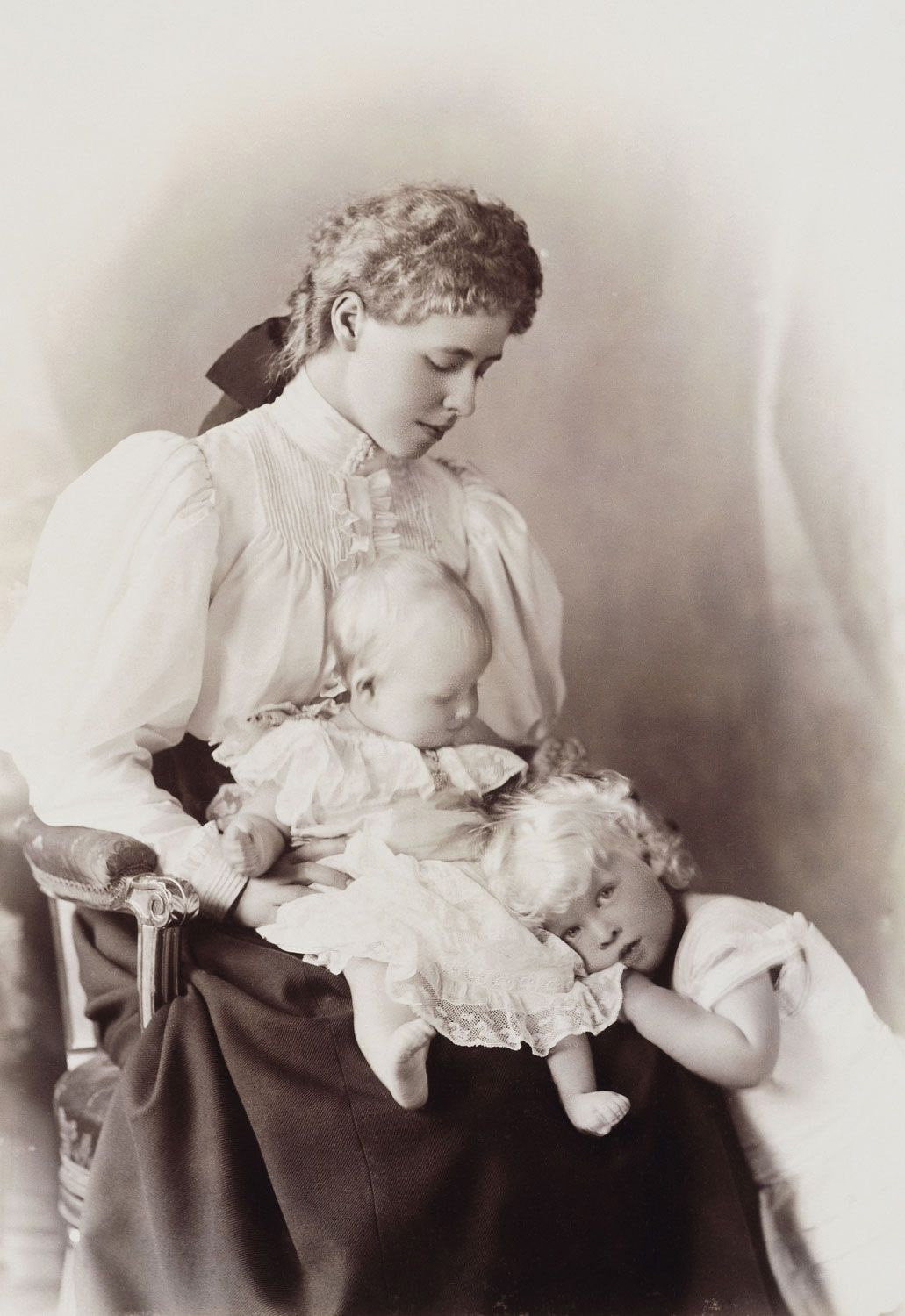
Principesa Maria cu primii săi copii, Carol și Elisabete, în 1895

Peste toate acestea s-a mai suprapus și ingerința regală, Regele Carol I și regina Elisabeta luându-i pe micii Carol și Elisabeta din mâinile părinților săi cât mai devreme, deoarece regele considera că educația viitorului moștenitor al tronului era una din responsabilitățile sale și era dreptul său în calitate de șef al familiei și de rege.:p. 51
„Se știe că este o tradiție în neamul Hohenzollern ca domnitorii să fie în rele raporturi cu moștenitorii lor. Regele Carol nu s-a abătut de la această tradiție familiară. Nu avea nici o afecțiune pentru Principele Ferdinand, îl tiraniza cât putea și îl umilea mai mult decât trebuia. Dar nici de Principele Carol pe care pretindea că-l iubește — mai puțin totuși decât pe Principele Nicolae, incontestabil nepotul sau răsfățat — nu s-a ocupat de fel. A neglijat complet instrucția și educația lui, ca și cum ar fi vrut să lase României urmași cu totul nepregătiți spre a-i lua succesiunea.:p. 103”—Ion G. Duca, Amintiri politice
Tot referitor la principele Carol și mediul educațional de la curte, filosoful Constantin Rădulescu-Motru consemna că „în sufletul lui nu era îndeajuns de bine plămădită voința de a domni peste țara strămoșilor lui. De vină era mediul de la curte, de plăceri ușoare, lingușire și intrigi, adică acel sistem de a se izola între acei câțiva intimi care formează camarila. Rugina a fost mai tare decât oțelul. Avem în sfârșit pe primul Hohenzollern om ca toți oamenii.”
În legătură cu educația principelui Nicolae, Sabina Cantacuzino spunea: „copilăria i-a fost puțin îngrijită, ca a tuturor copiilor regali. Crescut în mijlocul șoferilor Curții, de mic înjura ca și ei, petrecea ziua mai mult în garaj decât în clasă, astfel că era aproape analfabet, până la vârsta de 16 ani, când regele Ferdinand, după aventura principelui Carol și anularea căsătoriei acestuia, se hotărî să-l trimită la un colegiu în Anglia. Acolo făcu mai multe sporturi decât teze, dar învăță să aibă o ținută elegantă când se afla în lume.”:p. 232
Eșecul educării copiilor familiei princiare în sensul înțelegerii rolului și menirii lor publice a fost „un produs al cooperării dintre prea multe autorități și prea puțină disciplină”.:p. 197

## Regină a României

### Neutralitatea și războiul
Principesa Maria a devenit Regină a României, odată cu accederea la tron a principelui Ferdinand, la 11 octombrie 1914, după moartea regelui Carol I. Era o perioadă crucială din istoria României, marcată de izbucnirea Primului Război Mondial, în care atât familia regală cât și întreaga societate românească era profund divizată în tabere ce susțineau fie neutralitatea fie intrarea în război de partea uneia sau alteia dintre cele două alianțe aflate în conflict.
Prin moartea regelui Carol I se deblocase de la sine o stare politică tensionată. În parlament noua pereche conducătoare este primită cu căldură și speranță, fiind aclamați îndelung. „Ovațiile adresate noii Regine în Parlament erau sincere. Publicul era conștient că loialitatea fermă a Mariei față de cauza Aliaților a fost cea care îl sprijinise și va continua să-l sprijine pe soțul ei de origine germană. «Ca Principesă Moștenitoare, fusese populară; ca Regină era și mai iubită”, spunea Prințesa Callimachi.":p. 223

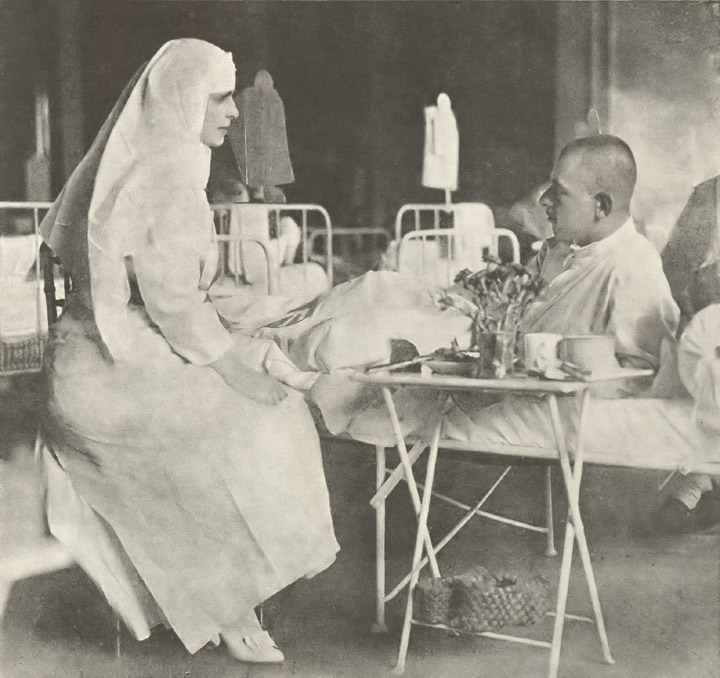
Regina Maria pe timpul vizitei într-un spital de campanie, în anul 1917

În ciuda presiunilor financiare și morale atât din partea Antantei, cât și a Puterilor Centrale, România a rămas credincioasă neutralității în decursul primilor doi ani ai primului război mondial. Țara nu era pregătită de război.
Reginei Maria nu-i plăcea neutralitatea. Aceasta o făcea „să-și controleze fiecare cuvânt", ceea ce, după cum spunea ea, „era cu totul în afara felului meu de-a fi".:p. 231 Regina era de asemenea foarte încrezătoare în capacitatea regelui Ferdinand de a rezista presiunilor interne și externe și de a acționa doar în interesul țării:
„Ferdinand este înainte de toate Regele României și un excelent patriot... Nando poate că nu este foarte energic, dar are o ciudat de puternică doză de rezistență și cu cât este mai constrâns și amenințat, cu atât mai puțin se va pune în mișcare; el nu este ceea ce poate fi numit un om de acțiune, dar nu poate fi intimidat, în plus, eu sunt acolo ca să-l ajut să se lupte și pot să spun că sunt un bun câine de pază!:pp 236-237”—Regina Maria
Pe tot parcursul perioadei de neutralitate Maria a susținut realizarea obiectivelor naționale prin alăturarea României de partea puterilor Antantei. Având în vedere descendența sa regală anglo-rusă, dar și popularitatea foarte mare de care se bucura în rândul populației, ea a fost percepută în țările Antantei ca fiind unul dintre principalii factori de influență în favoarea cauzei Antantei în România. „Regina Maria este de două ori aliata noastră, odată prin naștere iar a doua oară prin inima ei”, spunea ministrul Franței la București, contele Saint-Aulaire.:p. 322
Legăturile Mariei cu casele regale rusă și britanică vor fi folosite de regele Ferdinand și primul ministru Ionel Brătianu, regina trimițând, la solicitarea acestora, o serie de lungi scrisori neoficiale regelui George al V-lea și țarului Nicolae al II-lea, în care prezenta detaliat dorințele României de realizare a unui stat național unitar, precum și justificările temeiurilor pe care se bazează aceste dorințe. Regina Maria a reprezentat astfel o importantă resursă diplomatică pentru conducerea statului român, care a putut astfel să ocolească constrângerile neutralității și să își facă cunoscută poziția.
„Împăratul Rusiei și Regele Angliei fiind amîndoi verii mei primari, era ușor pentru mine să am legături neoficiale cu ei și desigur că eram gata să-mi servesc țara pe orice cale. Avînd în vedere că atît Regele, cît și primul său ministru aveau deplină încredere în mine, eram mai inițiată în problemele și secretele de stat decît se obișnuiește în ce privește reginele.:p. xxv”—Regina Maria, Povestea vieții mele

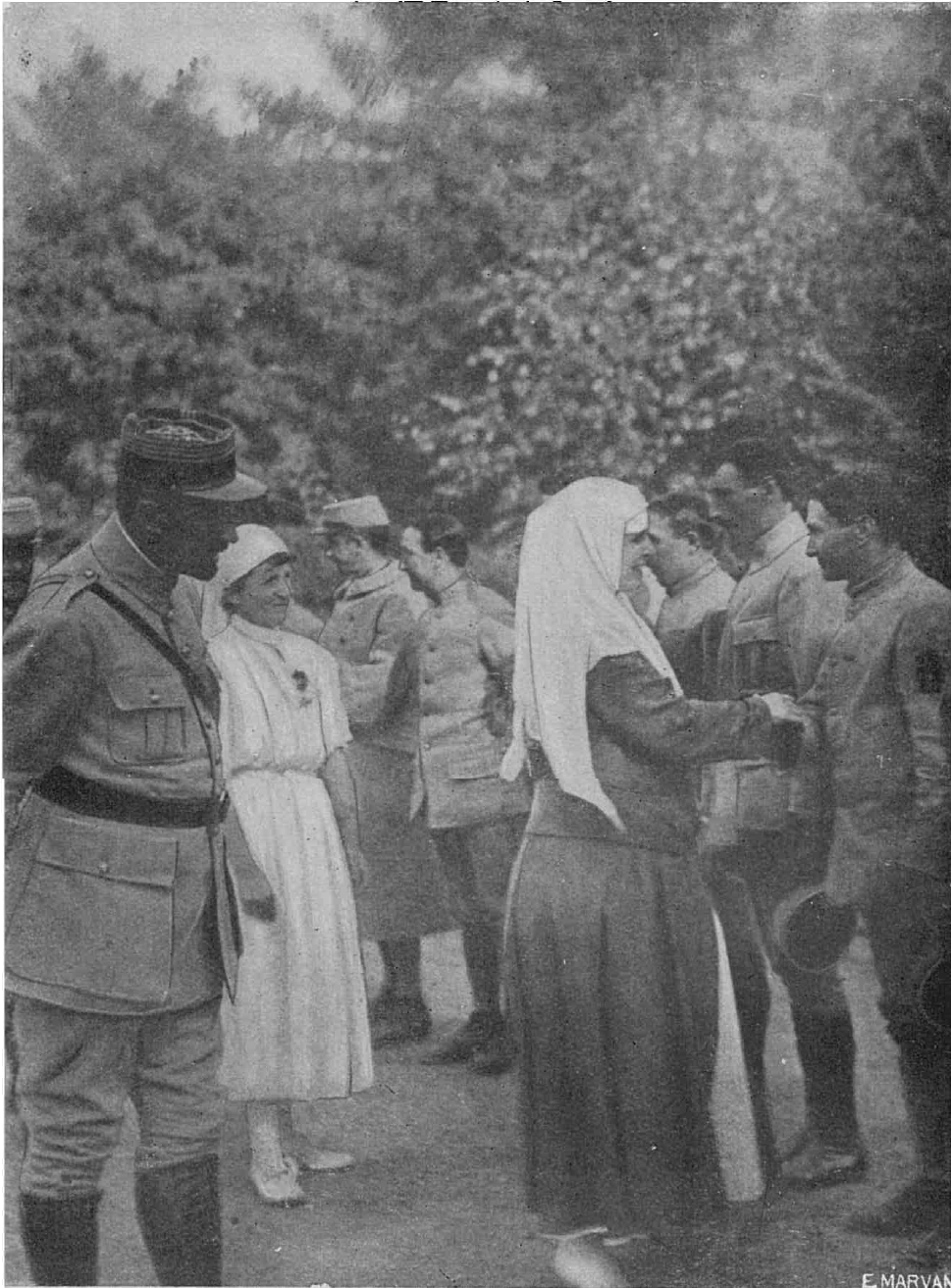
Regina Maria în vizită la sanatoriul Carpați, august 1917

După finalizarea unor lungi și dificile negocieri cu reprezentanții Antantei, concretizate prin încheierea unui tratat politic și a unei convenții militare, România a intrat în război la 14/27 august 1916, declarând război Imperiului Austro-Ungar.
„Regina Maria a îmbrățișat cauza războiului precum alții o religie.”:p. 399 Încă de la început ea se va implica în organizarea și buna funcționare a serviciului de ambulanțe destinate frontului. Va vizita zilnic spitalele militare și se va ocupa personal de coordonarea și aplanarea fricțiunilor dintre diferitele organizații de Cruce Roșie prezente în România (pe lângă cea națională erau prezente cele din Franța, Marea Britanie și Rusia).”:pp 190-191
La sfârșitul lui noiembrie 1916, familia regală împreună cu conducerea politică a țării pleacă în refugiu în Moldova. Aici ea își va continua cu tenacitate și hotărâre, activitățile de coordonare a serviciilor sanitare.
„În fiecare dimineață, Regina, în uniformă de infirmieră, însoțită de o doamnă de onoare și de un grup de brancardieri voluntari se duce la gară pentru a-i primi pe răniți. Regina înfruntă moartea și ceea ce este fără îndoială cel mai greu, depășește oboseala unei zile nu de opt ore ci a unei zile care se întinde până noaptea târziu, cu șaisprezece, șaptesprezece sau optsprezece ore de muncă, pe cât de respingătoare pe atât de periculoasă, în mijlocul emanațiilor infecte ale cangrenelor. Când este vorba de Regina nu ne referim la curaj. Curajul presupune teamă și energia de a învinge. Sentiment necunoscut pentru o suverană a cărei îndrăzneală aduce a invulnerabilitate.:p. 360”—Contele Saint-Aulaire, Ministrul Franței la București
Această prezență permanentă și directă a regelui Ferdinand și reginei Maria în mijlocul soldaților care luptau în cele mai grele sectoare ale frontului, ca și promisiunea solemnă a regelui că o parte din pământul țării le va reveni lor, a dus la crearea unei simbioze între familia domnitoare și popor, fapt care se va proba în condițiile dificile ale anilor 1917-1918. „Deși rușii ne-au dat un prost exemplu pentru că mulți dintre ei au devenit bolșevici și își părăseau posturile cu miile, soldații noștri prost hrăniți, înarmați insuficient, rareori lăudați, veșnic obosiți, au rămas credincioși regelui, de neclintit în mijlocul debandadei foștilor lor aliați. Am trăit printre ei pretutindeni, în spitale, pe front, chiar și în tranșee, i-am văzut înfometați, scheletici, renăscând, redevenind ființe sănătoase și puternice. Juraseră să reziste ca un zid pentru a apăra ultima părticică de pământ românesc care era încă al nostru”.
După semnarea Armistițiului de la Focșani cu Puterile Centrale la 26 noiembrie 1917, relațiile dintre Regina Maria pe de o parte, regele Ferdinand, Ion I.C. Brătianu și Barbu Știrbey se deteriorează, ca urmare a situării pe poziții divergente privind acțiunea viitoare. Maria consideră armistițiul un angrenaj în care România și-a prins mâna, în vreme ce Brătianu și Știrbey îl consideră o manevră diplomatică menită să câștige timp. Evoluțiile viitoare vor confirma punctul de vedere al reginei, din acel moment Puterile Centrale nefăcând altceva să „strângă șurubul angrenajului” conducând în numai trei luni la semnarea umilitoarei păci separate.:p. 215
Incapacitatea conducerii politice a țării de a identifica o soluție viabilă, precum și contextul extern defavorabil, îl silesc pe Regele Ferdinand să accepte o întâlnire cu ministrul Imperiului Austro-Ungar, contele Czernin, la 27 februarie 1918, care, pe un ton arogant și umilitor, îi cere să semneze pacea sau va fi înlocuit cu un alt rege din casele regale austriacă sau germană. „Regele a plâns și a lăsat impresia că ar vrea să facă pace dar că este încă în mâinile celor ce-l înconjoară”, consemnează Alexandru Marghiloman.:p. 376

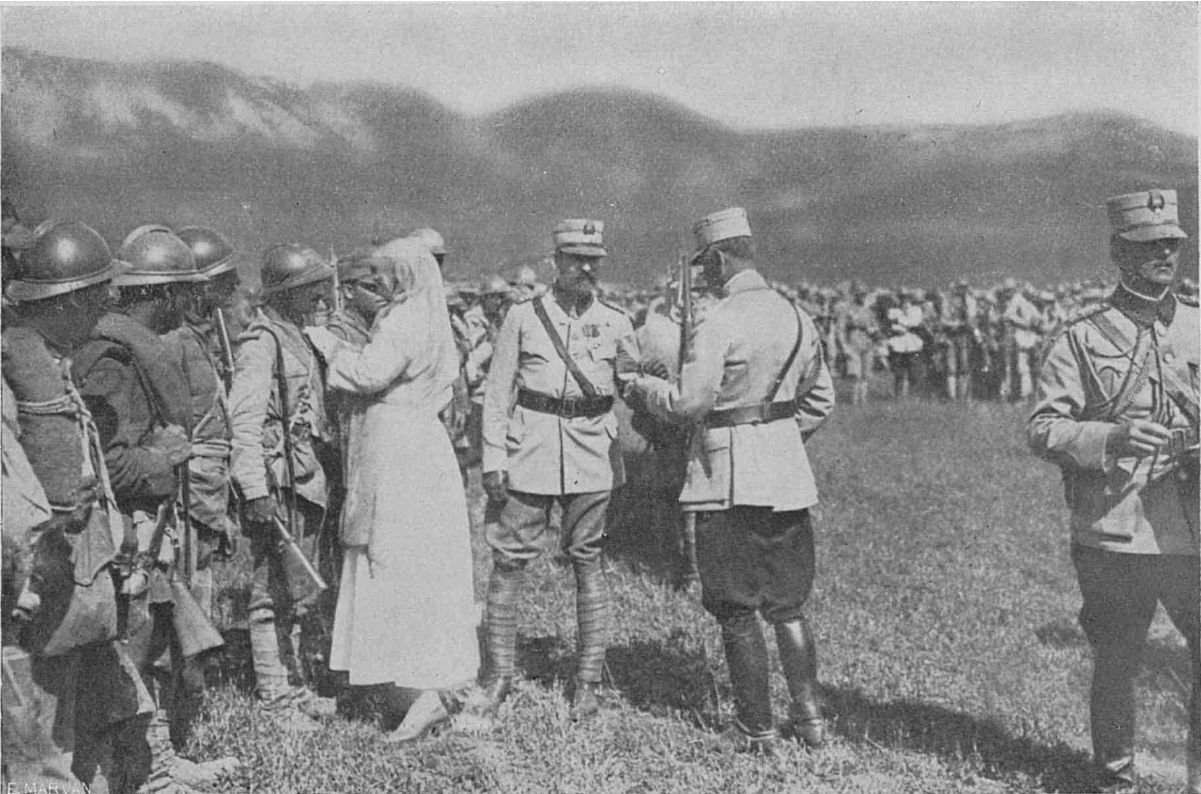
Regele Ferdinand și Regina Maria decorând militarii care au luptat la Mărășești, august 1917

Regele și guvernul se resemnează și, în lipsa altor opțiuni, decid să înceapă negocierile pentru o pace separată, deși erau conștienți că odată încheiată o astfel de păci, în conformitate cu prevederile tratatului din august 1916, România se autoexcludea din Antantă și implicit ar fi fost în imposibilitatea de a putea participa ca țară aliată la conferința de pace, în cazul unei victorii a Antantei. Regina Maria s-a opus cu vehemență semnării acestei păci, fapt ce îi va atrage reproșuri din partea lui Ferdinand, Brătiani și Știrbey. Într-un act fără precedent și care nici nu a mai fost repetat ulterior, regina îi înfruntă pe aceștia, demonstrând pentru prima dată că poate fi un factor politic de care trebuie să se țină seama. „A urmat o scenă teribilă, în care i-am spus Regelui că își vinde sufletul și onoarea și, o dată cu acestea, onoarea familiei și țării sale [...] nu pentru că era prost, ci pentru că un om cu un caracter ca al său devine întotdeauna instrumentul celor mai puternici decât el și păcălitul lor. Regele a izbucnit într-o furie cumplită și «dacă ar fi fost un om din popor», cu siguranță că m-ar fi bătut”. Regina și-a continuat atacul, referindu-se și la cei doi sfetnici regali care erau de față, Ionel Brătianu și Barbu Știrbey. „Trebuie să ți se spună odată că cei din jurul tău [...] te-au prins într-o plasă de dezonoare după ce ți-au subminat sistematic credința și energia, până când ai devenit doar un instrument lipsit de viață în mâinile lor murdare [...] Pentru că oricum vom muri, mai bine să murim cu capul sus, fără să ne mânjim sufletele [...] punându-ne [...] semnătura pe condamnarea noastră la moarte”.
Știrbey a spus că, deși Regina „judeca absolut corect” în unele privințe, era nedreaptă față de Rege cerându-i „să opună singur rezistență, pentru că Maiestatea sa nu putea reuși dacă nu era susținut de... oameni responsabil”. Maria a replicat că „în această țară nu există bărbați și îmi este rușine că sunt Regina unor lași!”:pp 293-294
Regina l-a câștigat de partea ei și pe principele moștenitor Carol, care în Consiliul de Coroană din 3 martie 1918 s-a opus semnării păcii separate, spunând: „Sper ca în această țară se va găsi un om de stat care să ajute pe Rege să nu semneze o pace înjositoare”.
Perspectiva divizării monarhiei, dar și conștientizarea de către liderii politici că în situația disperată respectivă singura legătură viabilă a țării cu Antanta mai era reprezentată doar de regina Maria, l-a determinat pe Ferdinad să facă tot ceea ce a depins de el pentru a nu semna tratatul de pace separat. După război, majoritatea oamenilor politici au recunoscut că acesta a fost momentul crucial care a contribuit la conservarea drepturilor României ca stat aliat, recunoscând totodată și meritele acțiunii singulare și disperate a reginei Maria în luarea și ducerea la îndeplinire a acestei decizii extrem de dificile. „Cu adevărat, în acel moment al istoriei, Maria a fost singurul bărbat al României.”:p. 216
Atitudinea reginei Maria de respingere a păcii cu Puterile Centrale a rămas aceeși pe tot parcursul anului 1918. În luna august a stârnit o furtună diplomatică vizitând unele sate care urmau să fie cedate Austro-Ungariei, conform tratatului de pace. Primul ministru Marghiloman s-a deplasat la Bicaz spre a-și exprima față de Rege dezaprobarea față de gestul reginei. „Ferdinand m-a dojenit într-o oarecare măsură”. Maria i-a spus însă lui Marghiloman că nu-i pasă de scrupulele lui diplomatice. „Când țăranii s-au strâns în jurul meu plângând, sărutându-mi mâinile și plângându-și soarta, eu le-am spus că nu consider acesta un rămas-bun definitiv, că mai sunt încă speranțe și că ultimul cuvânt va fi spus de tunurile Aliaților.”:p. 311
Regina Maria și-a adus o contribuție importantă și recunoscută, pe plan național și internațional, la realizarea obiectivelor naționale ale României, la sfârșitul Primului Război Mondial.
„Regina Maria, mai mult decât oricine altcineva, s-a bătut pentru a asigura reîntoarcerea Transilvaniei, Basarabiei și Bucovinei la România, la sfârșitul Primului Război Mondial. A dormit pe câmpurile de luptă ale celui de-al Doilea Război Balcanic și ale Primului Război Mondial, alături de soldații săi. Prin forța de nezdruncinat a voinței sale, această prințesă britanică s-a redefinit pe sine însăși ca româncă oferindu-le supușilor săi o mai bună înțelegere a ceea ce urma să fie România, decât oricare din viziunile fasciștilor sau comuniștilor autohtoni care au urmat după ea.”—Robert D. Kaplan, Fantomele Balcanilor

### Conferința de pace
Prin acțiunile familiei Regale, monarhia din România a ieșit din război bucurându-se de un mare prestigiu în cadrul poporului român, ceea ce i-a permis să acționeze ca un factor ponderator și de echilibru în societate.:pp. 346-347 Faptul că Regele Ferdinand nu a semnat Tratatul de la Buftea-București, ca și faptul că încetarea ostilităților a găsit România în stare de război cu Puterile Centrale, au asigurat participarea sa în rândul puterilor învingătoare, la Conferința de Pace de la Paris. Delegația oficială a României a fost condusă de primul ministru, Ion I.C. Brătianu.
Atitudinea inflexibilă a lui Brătianu, coroborată cu resentimentele primului ministru al Franței, Georges Clemenceau, față de acceptarea de către guvernul României a păcii separate din 1918, va duce la conflict deschis între aceștia și părăsirea conferinței de către delegația română. Această atitudine a deranjat profund pe „Cei Patru Mari”, care au adoptat o atitudine dură față de România. Situația susținerii intereselor naționale la conferință fiind periclitată, politicienii români caută o ieșire din această situație. Ministrul Franței la București, contele Saint-Aulaire, propune trimiterea la Paris a Reginei Maria, într-o ultimă încercare de recăpătare a bunăvoinței Aliaților.:pp. xxiv
Brătianu și Regele Ferdinand sunt de acord. Regina este încântată de rolul care i s-a oferit. Prințul Barbu Știrbey îi dă asigurări ca „să nu obiecteze la cuvântul «neoficial sau incognito» pentru că, odată ajunsă acolo, totul se va transforma într-o primire oficială”.:p. xxiv
Regina Maria a plecat spre Paris pe data de 1 martie 1919 cu scopul de a convinge Consiliul Suprem în ceea ce privește recunoașterea României Mari. Prima întâlnire a reginei a fost cea cu Clémenceau, prim-ministrul Franței. A doua întâlnire a fost între Regina Maria și președintele Franței, Raymond Poincaré. Acesta a decorat-o cu Legiunea de Onoare, în fața membrilor Academiei Franceze. De la Paris, Regina Maria a plecat spre Londra pentru al vizita pe regele George al V-lea, care era vărul ei. Au urmat după întrevederile cu Lloyd George, Austen Chamberlain și Winston Churchill. Înainte de a pleca spre România, Regina Maria mai face o vizită la Paris.  Ca urmare, după toate demersurile reginei, România semnează tratatul de la Saint-Germain cu Austria pe data de 10 decembrie, prin care se recunoștea unirea Bucovinei cu România. De asemenea, prin tratatul cu Ungaria de la Trianon, se recunoștea unirea Transilvaniei, Banatului și Maramureșului cu România. Ion I.C. Brătianu avea să declare mai târziu că regina a reușit în doar câteva zile să facă ceea ce el nu a reușit în câteva luni.
Ion G. Duca, viitorul prim-ministru, aprecia că Brătianu a făcut o greșeală când a procedat astfel. „Regina nu a putut fi de folos cauzei României, și, deși populația Parisului i-a făcut o primire entuziastă și i-a dat câtva timp iluzia că este idolul capitalei franceze, oamenii serioși nu au înțeles rostul vizitei ei.”:p. 185 Totuși viitorul a demonstrat că Duca nu a avut cea mai clară percepție asupra a felului în care Regina Maria era văzută de francezi. Șeful Cabinetului Militar al primului ministru Clemenceau, generalul Mordacq, făcea următoarea prezentare Reginei României:
„Se spunea - și nu erau departe de adevăr - că ea era adevăratul bărbat al familiei regale române. În cercurile oficiale se știa foarte bine că în momentul în care armatele germane victorioase, dar puțin numeroase (1917), încercau să impună pacea României, doar ea a declarat că onoarea și interesul obligau să se lupte până la capăt, că făcuse eforturi supraomenești pentru a împiedica tratativele, dar că fusese totuși nevoită să cedeze în fața politicienilor români. În Franța au fost întotdeauna apreciați oamenii îndrăzneți, de orice sex ar fi, ceea ce explică popularitatea reginei Maria încă de la sosirea în țara noastră.”—Generalul Mordaq, șeful Cabinetului Militar al primului ministru al Franței - 1919

## Regină-Mamă
În perioada 8 iunie 1930 - 18 iulie 1938, Regina Maria a locuit izolată, majoritatea timpului, la castelele sale din Bran și Balcic, aflat atunci pe teritoriul României.
Castelul Bran a fost, alături de Castelul din Balcic, reședința cea mai dragă reginei Maria. Regina a reușit să transforme nu doar castelul, ci și parcul domeniului Bran într-o modernă și confortabilă locuință de vară. Domeniul predilect al reginei a fost decorarea interioarelor și a saloanelor în stilul renașterii germane. În seria transformărilor făcute la castel se înscrie și un ansamblu de încăperi: Salonul galben al reginei Maria, salonul de muzică, cele două camere ale regelui Carol al II-lea și a prințului Nicolae, Casa de ceai, Casa de musafiri, Casa personală nouă, locuința personalului și grajdurile pentru cai. La reședința sa a amenajat și o impresionantă grădină de trandafiri.
Castelul de la Balcic, aflat pe țărmul Mării Negre, a fost descoperit de regina Maria într-o plimbare prin Dobrogea. Se pare că acest colț de lume îi amintea de copilărie și de clipele frumoase petrecute în Malta. Momentul descoperirii acestui loc este evocat de regină în cartea sa Casele mele de vis: „Într-o plimbare prin Dobrogea, m-am apropiat deodată de o limbă de pământ lângă mare care a trezit în mine un fior cu totul deosebit: am avut ca o simțire că locul acesta mă aștepta dintotdeauna pe mine, ori trăisem totdeauna în așteptarea lui".

## Titluri, formule de adresare, însemne și distincții

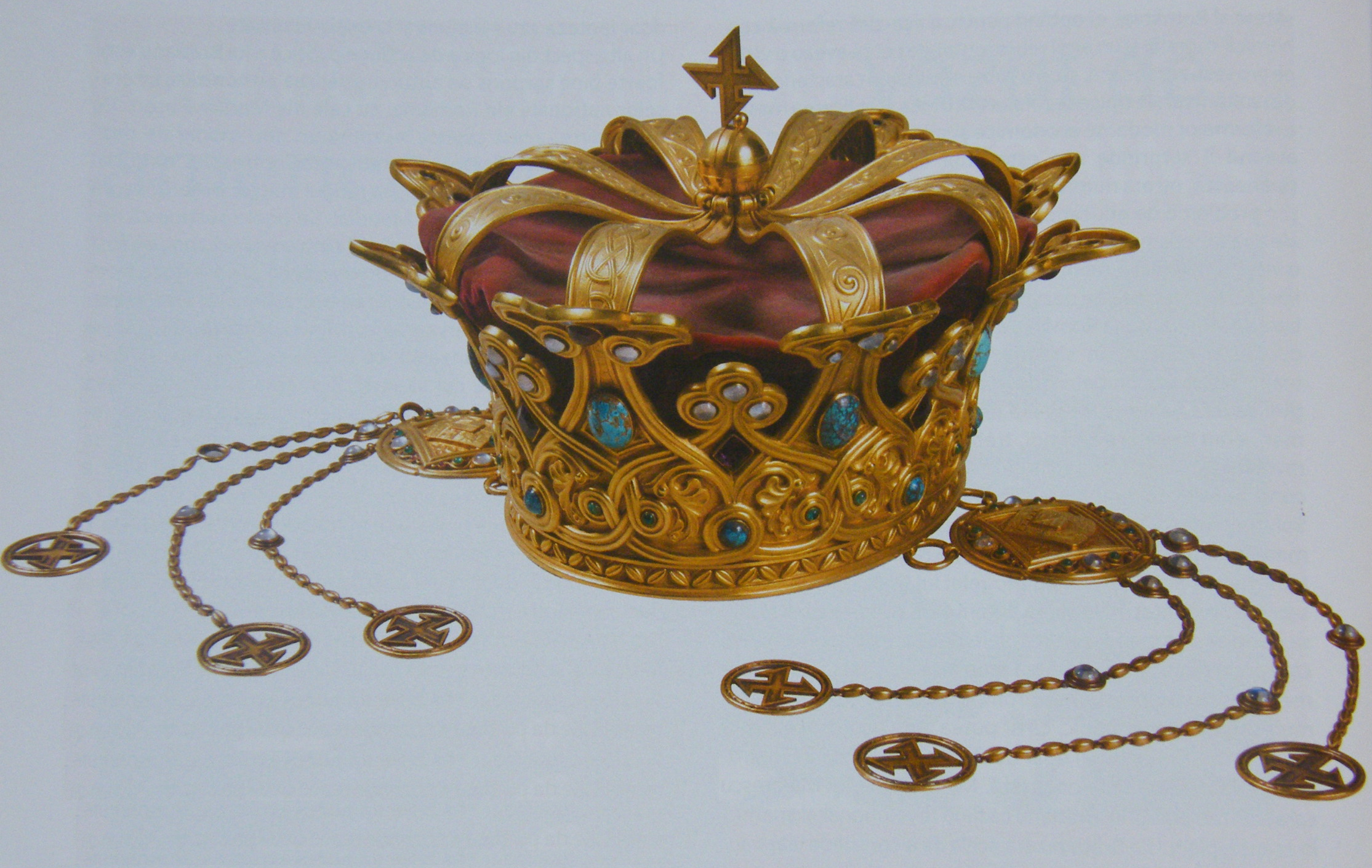
Coroana Reginei Maria

Blazonul Reginei Maria

Steagul Reginei României (1922–1927)

Monograma Reginei Maria

- 29 octombrie 1875 – 10 ianuarie 1893: Alteța Sa Regală Prințesa Maria de Edinburgh, Prințesă a Regatului Unit al Marii Britanii și Irlandei, Prințesă de Saxa-Coburg-Gotha, Ducesă a Saxoniei (Princess Marie of Edinburgh, Princess of the United Kingdom of Great Britain and Ireland, Princess of Saxe-Coburg-Gotha, Duchess of Saxony)
- 10 ianuarie 1893 – 10 octombrie 1914: Alteța Sa Regală Principesa de Coroană a României
- 10 octombrie 1914 – 20 iulie 1927: Maiestatea Sa Regina României
- 20 iulie 1927 – 18 iulie 1938: Maiestatea Sa Regina Maria a României

Coroana
Coroana confecționată pentru încoronarea de la Alba-lulia a Reginei României, a fost realizată de casa de bijuterii „Falize”, din Paris, pe baza proiectului întocmit de pictorul Costin Petrescu, cel care a conceput și mantiile purtate de familia regală la ceremonia de încoronare. Coroana a fost realizată în stil Art Nouveau, din aur transilvănean, având ca model coroana doamnei Despina-Milița, soția lui Neagoe Basarab.
Simbolurile regalității apar pe cele două pandantive laterale, de inspirație bizantină: pe unul este gravată în aur stema mică României, iar pe celălalt stema Casei de Edinburgh, din care provenea Regina Maria.
Coroana a costat circa 65 000 de franci, asigurați de la bugetul de stat printr-o lege specială.
Blazonul
Ca descendentă în linie masculină a suveranului britanic, Maria avea dreptul să poarte armele Regatului Unit, peste care era suprapus un ecuson de argint reprezentând Saxonia, având cinci compartimente: o pereche exterioară cu ancore albastre, o pereche interioară cu cercuri cu smalț roșu și cel central cu o cruce, de asemenea cu smalț roșu. În 1917, ecusonul Saxoniei a fost scos de pe stemă printr-un act al regelui George al V-lea.
Steagul
Steagul Reginei României avea culoarea roșu-purpuriu, cu o bordură din triunghiuri galbene și albastre, dispuse alternativ. Pe mijlocul steagului este amplasată acvila cruciată de aur, încoronată, similară cu cea de pe stema României Mari. (vezi detalii la Heraldica României)
Distincții
Regina Maria a primit de-a lungul vieții sale următoarele ordine naționale sau ale altor țări:
- - Marea Cruce a ordinului Coroana României (România)
- - Marea Cruce a ordinului Carol I (România)
- - Legiunea de Onoare (Franța)[47]: p. 41
- - Medalia Militară (Franța)[73]: p. 131
- - Ordinul Coroana Italiei (Italia)[73]: p. 199
- - Ordinul Imperial al Coroanei Indiei (Marea Britanie)
- - Ordinul Crucea Roșie Regală (Marea Britanie)[47]: p. 59
- - Ordinul Victoria și Albert (Marea Britanie)
- - Ordinul Sfântului Ioan (Marea Britanie)[47]: p. 59
- - Ordinul Vulturul Alb (Serbia)
- - Ordinul Sfântul Sava (Serbia)
- - Ordinul Regina María Luisa (Spania)

## Controverse, neclarități și incertitudini

### Aspecte controversate privind viața privată

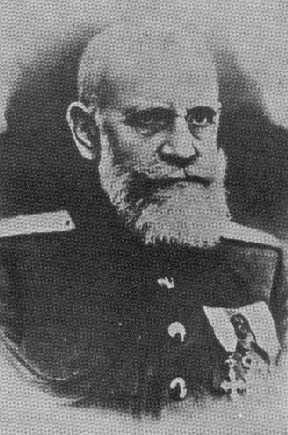
Zizi Cantacuzino

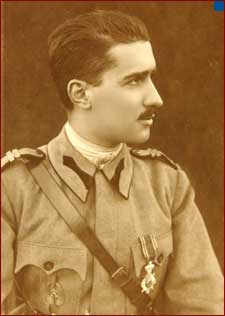
Prințul Barbu Știrbey

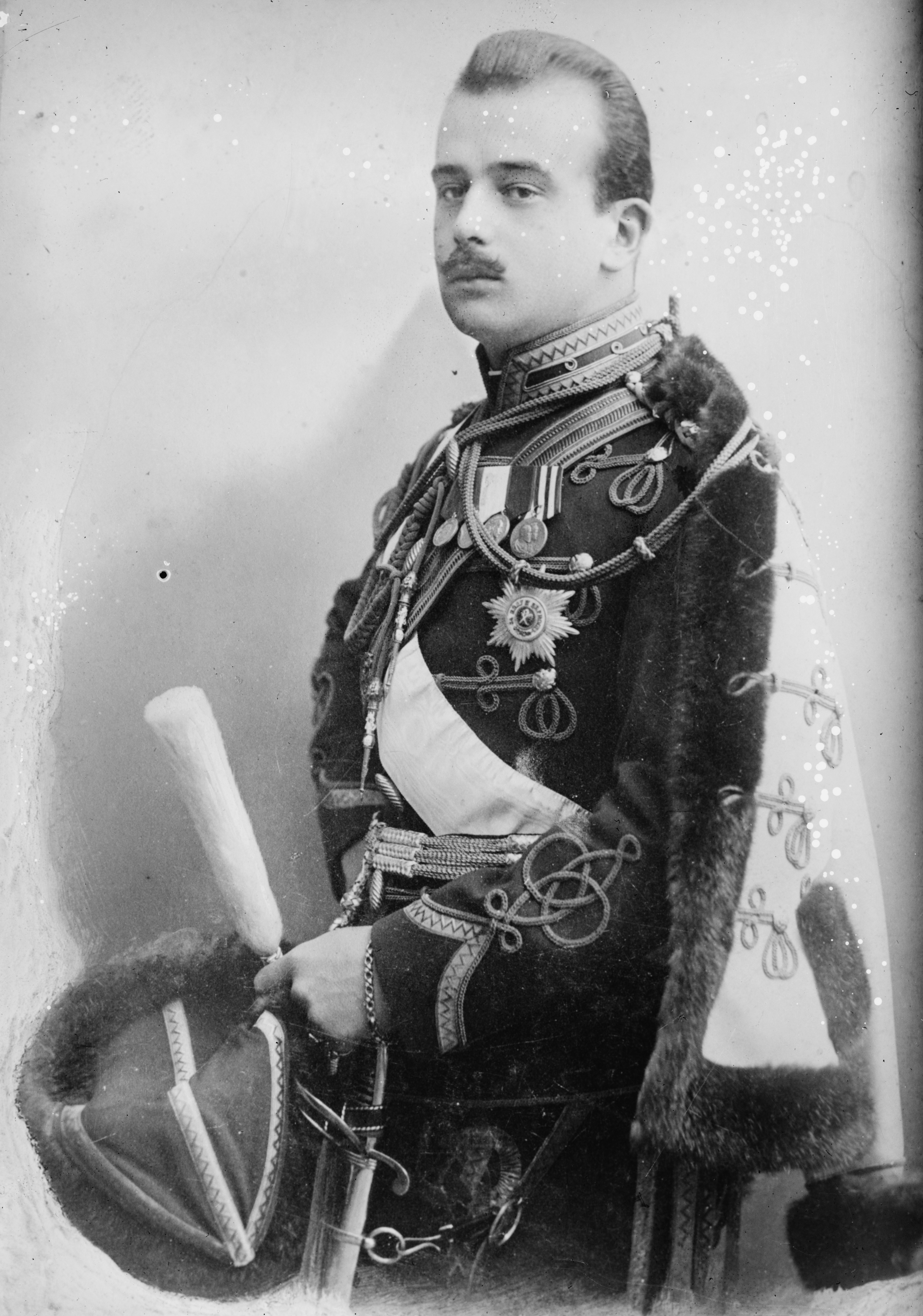
Prințul Boris al Rusiei

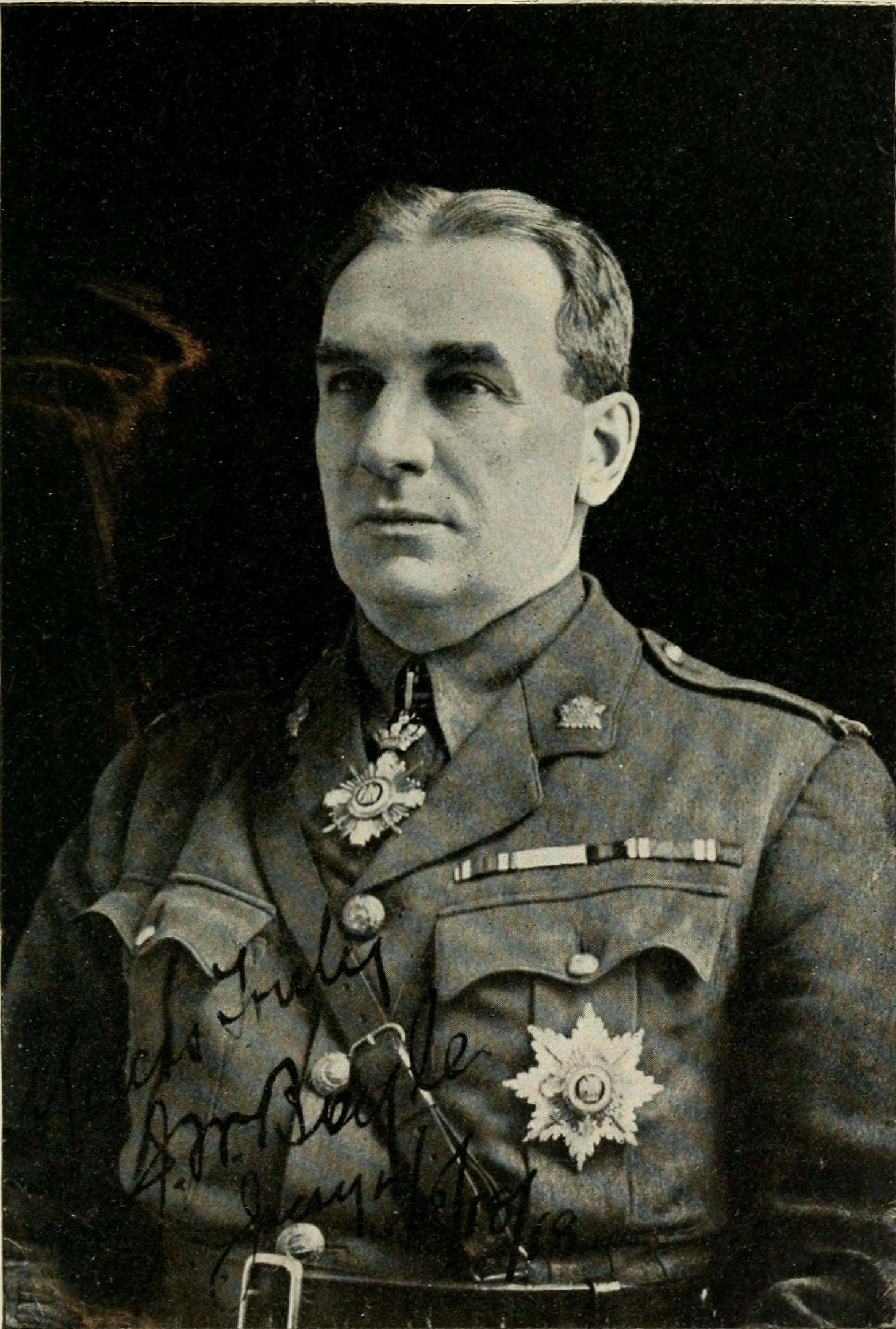
Jopseph (Joe) Boyle

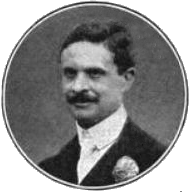
Waldorf Astor

Viața publică și privată a reginei Maria a fost una destul de tumultoasă, ceea ce avea să o facă în opinia unora dintre istorici „unul dintre cei mai controversați monarhi ai secolului XX”.
Poate cel mai bine a sintetizat acest aspect patriarhul Miron Cristea, care în discursul de adio la moartea reginei în 1938 va afirma că: „În tot cazul, se va putea spune că a fost o femeie care și-a trăit viața intens”.
Unul dintre cele mai controversate aspecte din viața reginei au fost presupusele sale relații extraconjugale.
Relația cu Zizi Cantacuzino
Prima dintre acestea este relația cu locotenentul Gheorghe (Zizi) Cantacuzino, consumată în anii 1897-1898. „Nu se știe dacă atunci, în vara lui 1897, a fost mai mult decât un mic flirt între Maria și frumosul locotenent de viță nobilă, dar regele Carol I a chemat-o să dea explicații, și însăși bunica ei, Regina Victoria, i-a scris mustrând-o aspru”. Existența relației a fost recunoscută chiar de Maria, care afirmă însă că a fost doar o relație platonică. Înfruntându-l pe „der Onkel”, Carol I, Maria mărturisește: „Este adevărat ce se insinuează. Cantacuzino mă iubește. Mi-a mărturisit. Ne-am plimbat împreună prin păduri. Este deja prea mult, e adevărat, dar asta a fost tot.”:p. 99.
Oricum, acest lucru avea să dea naștere la o serie întreagă de speculații, existând lucrări și istorici care îi vor atribui lui Zizi Cantacuzino paternitatea principesei Maria (Mignon), care avea să se nască la începutul anului 1900.
Relația cu prințul Boris al Rusiei

O altă opinie este aceea că Mignon ar fi de fapt fiica prințului Boris al Rusiei.
„[...] Boris ducea o viață depravată, frecventând prostituate și fiind în același timp implicat în afaceri amoroase scandaloase, printre care una și cu Maria, viitoarea regină a României [...]. Era un secret public faptul că tatăl fiicei ei nu era soțul acesteia ci Boris, deși de dragul reputației coroanei românești, afacerea a fost mușamalizată, soțul înșelat recunoscând paternitatea fiicei Maria. A fost bine, căci aceasta a devenit în cele din urmă regina Iugoslaviei”.”—Donald Crawford, The Last Tsar: Emperor Michael II
Trebuie menționat că Mignon, născută în ianuarie 1900 a fost concepută la sfârșitul lui martie-începutul lui aprilie 1899. „Afacerea Cantacuzino” fusese făcută publică în vara lui 1898 iar vizita prințului Boris la București a fost în 1897, el mai întâlnindu-se cu perechea princiară română în primăvara lui 1898, la Nisa. În momentul actual, nu există informații certe privind o eventuală prezență a celor doi (Zizi Cantacuzino și prințul Boris), în anturajul principesei Maria în perioada martie-aprilie 1899, pe de altă parte nici nu se poate exclude această posibilitate.
Relația cu Waldorf Astor
Relația cu prințul Barbu Știrbey
Relația cu Joe Boyle
Constantin Argetoianu caracteriza astfel relația reginei cu colonelul canadian Joe Boyle: Cred că aventurierul canadian a fost singurul bărbat care a dominat, dar care a dominat complect, până la siderație, pe această nobilă și mândră femeie. Știrbei a avut o covârșitoare influență asupra ei, dar n-a dominat-o niciodată. Numai Boyle a făcut dintr-însa ce a vrut.

### Relația reginei cureligia Baha'i
Regina Maria s-a interesat de activitatea mișcării religioase Bahá'í pentru promovarea păcii mondiale. În ianuarie 1926, regina Maria a primit-o în audiență, la palatul Cotroceni, pe misionara și predicatoarea Martha Root. A fost primul contact direct al reginei cu un reprezentant al credinței Bahá`í. Regina nu numai că a ascultat-o pe misionară, dar s-a implicat efectiv, nemijlocit în susținerea noii credințe. Astfel, regina Maria a sprijinit material credința, oferindu-i misionarei, în timpul unei audiențe din 1928, o broșă lucrată în aur și argint, compusă din două aripi mici decorate cu mici diamante și cu o perlă mare. Bijuteria fusese primită în dar din partea familiei țarului. Cu acordul reginei, broșa a fost trimisă în Statele Unite pentru a fi vândută, iar suma să fie destinată adunării de fonduri în vederea edificării templului Bahá`í of Worship in Wilmette, Illinois. Broșa a fost achiziționată de un adept Bahá`í din Los Angeles pe nume Willard Hatch. Acesta a luat-o ulterior, în 1931, în Haifa-Palestina-și i-a înmânat-o lui Shoghi Effendi, ca un dar pentru Arhivele Internaționale Bahá`í de pe muntele Carmel. Din acest motiv se consideră că Regina Maria a fost primul cap încoronat care a studiat și susținut credința Bahá'í.

### Campanii denigratoare
Personalitate complexă și puternică, regina Maria a fost supusă unor campanii sistematice de denigrare și defăimare, cele mai cunoscute fiind cea orchestrată de Puterile Centrale în Primul Război Mondial și autoritățile comuniste, în primii ani după al Doilea Război Mondial, campanii ale căror reminiscențe mai pot fi întâlnite și astăzi.
Campania Puterilor Centrale (1914-1918)
Încă din timpul neutralității, Germania a investit sume considerabile pentru a determina, prin presă, un curent favorabil Puterilor Centrale. Ca una din principalele susținătoare a curentului filo-antantist, regina Maria a devenit una din țintele predilecte ale acestei prese.:p. 153 „O găsesc pe principesa Maria, stând în picioare cu spatele rezemat de sobă, și dusă pe gânduri. Înfundat în marea canapea de lângă ușa verandei, era Principele Ferdinand congestionat, slab, trist și abătut. A fost o seară funebră. În ziua aceea chiar apăruseră împotriva lor infamii prin ziare, erau deci mâhniți și îngrijiți.”:p. 82 Cu altă ocazie, tot I. G. Duca remarcă atacurile josnice proferate în campaniile denigratoare duse de publicații cum ar fi Facla, condusă de N.D. Cocea sau România Muncitoare, condusă de Cristian Racovski.
„Tonul presei era violent. Gazetele vândute legațiilor străine, ca Facla lui Cocea, publicau neîncetat articole. [...] Principele Ferdinand era atacat murdar, din alcoolic și urecheat nu era scos. În sfârșit, nu erau cruțate nici bătrânețile Reginei Elisabeta, nici tinerețile Principesei Maria.:p. 81”
Dacă pe timpul neutralității, presa filo-germană s-a menținut în anumite limite, odată cu intrarea României în război, a fost declanșată o amplă campanie propagandistică, unul din obiectivele principale fiind familia regală. Acum sunt puse în circulație cele mai multe dintre așa-zisele „dezvăluiri” privind incapacitatea regelui de a conduce țara sau imoralitatea și venalitatea reginei.
„Presa Puterilor Centrale și, alături de ea, o bună parte a presei din țările neutre ce simpatizau cu Germania, ne atacau zilnic în chipul cel mai trivial și mai insultător. Când zic ne ataca, întrebuințez de fapt un eufemism, dar corespunzător realității era ne spurca. Nu era infamie pe care să nu opună fie pe socoteala țării, fie pe socoteala familiei regale. Dacă s-ar fi ținut seama de afirmațiunile acestor ziare, s-ar fi putut crede că suntem cel mai ticălos, cel mai abject popor din lume.:pp 154-155”—Ion G. Duca
Campania autorităților comuniste (1948-1964)
Regina Maria a fost una din primele ținte alese de propaganda nou instalatelor autorități comuniste, după anul 1948. „Vina” principală care i se imputa reginei era atitudinea sa profund anti-bolșevică din timpul Primului Război Mondial. Deoarece viața și activitatea reginei era foarte bine cunoscută de marea masă a populației, iar tehnica punerii în circulație de minciuni pur și simplu nu era eficientă, acestea fiind ușor de demontat, s-a apelat la mijloacele și tehnicile mai subtile ale manipulării prin răstălmăcirea sistematică și intenționată a adevărului.
„Comuniștii au căutat sistematic să erodeze mitul reginei Maria. Soluția aleasă, cea mai eficientă dintre toate, a fost uitarea, în general numele său nu era nici măcar menționat. Cele câteva referințe care au fost făcute «scăpate», cu ipocrizia caracteristică dictaturilor, erau informații rupte din context și «prelucrate» referitoare la imoralitatea sexuală a reginei.”—Lucian Boia, Istorie și mit în conștiința românească
În lucrările de istorie din perioada stalinistă, regele Ferdinand și regina Maria sunt aspru criticați în primul rând pentru așa-zisa „cotropire” a Basarabiei, act determinat, în opinia istoricilor comuniști,de faptul că familia regală a României devenise „instrumentul politicii antisovietice a puterilor imperialiste”.
În una din aceste lucrări cu caracter propagandistic antimonarhic, Regina Maria era caracterizată ca fiind „agentă a capitalismului englez și executantă docilă a directivelor guvernului englez”.
Alexandru Gârneață, un alt așa-zis „istoric”, a publicat prin 1948-1949 o carte despre Adevărata istorie a unei monarhii. Familia de Hohenzollern, în care familia regală era denigrată în cele mai abjecte moduri, fără a aduce nici un fel de dovadă la afirmațiile făcute. Despre regina Maria, acesta pomenește, fără a preciza vreo sursă, despre „desfrânatele orgii conduse de «gingașa domniță» la Palatul Cotroceni, dar și prin toate cantonamentele armatelor aliate”.
Gârneață susține că regina Maria ar fi fost chiar alcoolică, relatând că ea a fost văzută în repetate rânduri „coborând beată dintr-un yacht, purtată fiind de tot atât de trejii săi tovarăși de beție”. Această afirmație de presupus alcoolism al reginei, este o pură invenție a autorului, ea ne mai fiind menționată de nici o altă lucrare, fiind contrazisă chiar de către istoricii oficiali ai PCR din anii ’80, Mircea Mușat și Ion Ardeleanu, care referindu-se la momentului morții reginei Maria, menționează că doctorii sugeraseră la momentul respectiv, în iulie 1938, că regina ar suferi de ciroză, boală care i-ar fi adus și moartea, „lucru care era însă puțin probabil la o femeie care abia dacă se atinsese de alcool”.
În domeniul literaturii vârful de lance al acestor operațiuni de denigrare l-a constituit scriitorul Isac Ludo căruia i s-a permis accesul la „fondul secret de carte”, pentru „documentare”. Procedeul ales de acesta este unul destul de primitiv: scoate anumite date și informații din publicațiile interbelice, relativ cunoscute opiniei publice, și le reformulează și interpretează într-o manieră specifică proletcultismului și ideologiei luptei de clasă. Rezultatul va fi romanul Domnul General guvernează, apărut în anul 1953, pentru care a primit Premiul de Stat. Romanul povestește „adevărata viață a Reginei Maria” amestecând informații preluate trunchiat și denaturate din „Note Politice” ale lui Alexandru Marghiloman, cu invenții și mistificări grosolane, menite să creeze o stare de confuzie și derută pentru cititor, în lipsa unor surse obiective alternative de informare. De altfel, Ludo este criticat chiar de unii reprezentanți de seamă ai comunității evreești pentru modul său de a proceda.
„Astăzi Ludo zace în Biblioteca Academiei Române, adună documente din viața social-politică a regimurilor trecute din România și le reactualizează prin falsificare crasă, pentru a obține ce? Batjocura, murdăria, goliciunea amară a parvenirii. Ludo tipărește la Editura de Stat tomuri groase, tone de otravă, câștigă averi din noroiul ce-l aruncă asupra trecutului românesc, noroi care personifică propria sa dramă. Asemenea decădere morală, ca evreu, mă doare.”—Alexandru Șafran, fost Șef-Rabinul Cultului Mozaic din România
Ludo este cel care a pus în circulație una dintre cele mai mari mistificări referitoare la regina Maria, aceea referitoare la presupusa participare a reginei, împreună cu principesele Elisabeta și Maria, la o orgie sexuală care ar fi avut loc la spitalul de campanie de la Coțofănești, Bacău. El pleacă de la următoarea mențiune făcută de Alexandru Marghiloman în memoriile sale: „16/29 august 1918 - Interpelarea doctorului Gerota asupra ambulanțelor «Regina Maria» și asupra spitalului de la Coțofenești. Întorc destul de fericit chestiunea și discuția se sfârșește cu o bună impresie.”:p. 15
Pornind de la cest pasaj Ludo dezvoltă o întreagă scenă referitoare la o presupusă orgie sexuală la care participă infirmierele conduse de regina Maria și fiicele ei și ofițerii străini (francezi). Scena se termină cu un ritual purificator în care un grup de soldați revoltați dau foc așezământului spitalicesc.:pp. 148-149
Pasajul este luat, prelucrat și publicat după 1990, de către un anume „Dr. Dumitru Garofil” într-o publicație mai puțin cunoscută, “Magazin-revista a românilor de pretutindeni”, adăugând fără a preciza care este sursa, că originalul ar fi fost publicat în anii 1920 în ziarul Partidului Comunist din SUA, Daily Worker. În forma aceasta, articolul este preluat necritic în prezent, de multe surse on-line, sub titluri ca „Maria, regina adulterului, orgia de la Coțofănești”
După 1964, în încercarea de a legitima un comunism de sorginte națională, autoritățile renunță la campania denigratoare și reintroduc parțial referirile la rolul pozitiv jucat de Ferdinand și Maria în viața statului român, dar numai în lecții cu circuit închis predate activului de partid și de stat.:p. 249

## Declarația – testament din jurnalul Reginei
„«Țării mele și Poporului meu, când veți ceti aceste slove, Poporul meu, eu voi fi trecut pragul Tăcerii veșnice, care rămâne pentru noi o mare taină. Și totuși, din marea dragoste ce ți-am purtat-o, aș dori ca vocea mea sa te mai ajungă încă odată, chiar de dincolo de liniștea mormântului. Abia împlinisem 17 ani, când am venit la tine; eram tânără și neștiutoare, însă foarte mândră de țara mea de baștină, și am îmbrățișat o nouă naționalitate, m-am străduit să devin o bună Româncă. (...) Nimeni nu e judecat pe drept cât trăiește: abia după moarte este pomenit sau dat uitării. Poate de mine vă veți aminti, deoarece v-am iubit cu toată puterea inimei mele și dragostea mea a fost puternică, plină de avânt: mai târziu a devenit răbdătoare, foarte răbdătoare. (...) Te binecuvântez, iubită Românie, țara bucuriilor și durerilor mele, frumoasa țară, care ai trăit în inima mea și ale cărei cărări le-am cunoscut toate. Frumoasa țară pe care am văzut-o întregită, a cărei soartă mi-a fost îngăduit să o văd împlinită. Fii tu veșnic îmbelșugată, fii tu mare și plină de cinste, să stai veșnic falnică printre națiuni, să fii cinstită, iubită și pricepută.»”

## Statui
În 2025, la Chișinău a fost dezvelit monumentul Reginei Maria a României, executat de sculptorul moldovean Veaceslav Jiglițchi.

## Opera literară
Cărți
- ro Limba română
  - Ilderim. Poveste în umbră și lumină,  Editura literară a Casei Școlilor, București, 1921
  - Regina cea rea, București, 1916
  - Minola. Povestea unei mici regine triste, Tipografia serviciului geografic al armatei, Iași, 1918
  - Povești de Maria Regina României: volumul al doilea, București, Cartea Românească, 1921
  - Sămânța înțelepciunii, Cluj, 1925
  - Păsări fantastice pe albastrul cerului, Editura atelierelor grafice ale ziarului Universul, București, 1928
  - Stella Maris. Cea mai mică biserică din lume, București, 1930
  - Copila cu ochi albaștri, București, 1931
  - Ce-a văzut soldatul Vasile. Poveste din timpul războiului, București, 1932
  - Povestea vieții mele, vol. 1, București, Adevĕrul 1935
  - Povestea vieții mele, vol 2, București, Adevĕrul, 1935
  - Măști, Editura librăriei Socec, București, 1938 (varianta digitalizată - colecțiile BCU Iași)
  - Regine încoronate. Povestire din trecut, Adevărul, București, 1944
  - Kildine - povestea unei mici principese răutăcioase, Editura Corint, București, 2003
- en Limba engleză
  - The Lily of Life (Crinul Vieții), London: Hodder &c Stoughton, 1913
  - The Dreamer of dreams (Visătorul de vise), London: Hodder & Stoughton, 1915
  - Ilderim. A tale oflight and shade, London: Duckworth, 1925
  - Four Seasons out of a Man's Life (Patru anotimpuri din viața unui om), București, 1915
  - The Story of a Heart (Povestea unei inimi), Craiova, 1915
  - The Child ofthe Sun (Copila soarelui), Editura „Versuri și proză”,  Iași, 1918
  - My Country (Țara mea), London: Hodder & Stoughton, 1916
  - The Stealers of Light. A Legend (Hoții de lumină. O legendă), London: Hodder & Stoughton, 1916
  - Peeping Pansy, London: Hodder & Stoughton, 1919
  - The Story of Naughty Kildeen (Kildeen - Povestea unei mici principese răutăcioase), London: Oxford University Press, 1922 Ibid, New York: Harcourt, Brace and Co., 1926
  - The Queen of Romania's Fairy Book (Cartea de basme a Reginei României), New York: Frederick A. Stokes, 1923 Ibid., London, T. Fisher Unwin 1925
  - Why? A Story of a Great Longing (De ce? Povestea unui mare dor), StockhoJm: Svenska Tryckeriaktiebolaget, 1923
  - A Legend from Mount Athos (O legendă de la muntele Athos), Editura librăriei I. Hertz, București 1923
  - The Lost Princess. A fairy Tale (Prințesa pierdută. Un basm), London: S.W. Partridge & Co, 1924
  - The Country that I Iove. An exile's Memoirs, London: Duckworth, 1925
  - What Vasile Saw (Ce-a văzut Vasile), Boston D.C. Heath, 1925
  - KandiKlara Kalandjai, Cluj, 1925
  - The Voice on the Mountain. A Story for those who understand (Glasul de pe munte. O poveste pentru acei ce înțeleg), New York: Alfred A. Knopf, 1923 and 1926, Ibid., London: Duckworth, 1924
  - How I came to Tenha Yuvah (Cum am ajuns la Tenha Yuvah), Cernăuți, 1928
  - The Magic Doll of România. A wonder story in which East and West do meet, New York: Frederick A. Stokes, 1929
  - Crowned Queens. A Tale from out the Past (Regine încoronate. Povestire din trecut), London: Heath Cranton, 1929
  - My dream houses (Casele mele de vis), București, 1930
  - The Story of My Life (Povestea vieții mele), vol. I-III, London: Cassell, 1934-1935
  - The Story of My Life, New York: Charles Scribner's Sons, 1934 Ordeal: The Story ofMy Life., New York: Charles Scribner's Sons, 1935
  - Masks. A Novel (Măști. Un roman), London: Duckworth, 1935. Masks, New York: E.P. Dutton & Co, 1937
  - A Christmas Tale (O poveste de Crăciun), New York: Aldus Printers, 1957
  - The Story of My Life, New York: Arno Press, 1971
  - Miracle  of Tears (Miracolul   lacrimilor), Woodside: Bluestar Communications, 2001
- fr Limba franceză
  - Mon Pays (Țara mea), Paris: Georges Cres & Cie, 1917
  - Kildine Historie d'une mechante petite princesse, France: Maison Alfred Mame et Fils, 1922
  - Historie de ma vie, Paris: Pion, 1937-38
  - Hommage de la Roumanie à Ferdinand le Grand, Paris, 1922

Articole extrase din scrieri publicate în periodice
- ro Limba română
  - În numele tău și Lacrimi, publicate în „Calendarul Regina Maria pe 1918”, Tipografia serviciului geografic, Iași, 1918
  - Amintiri din copilărie, fragment din primul volum al cărții:Povestea vieții mele, „Revista scriitoarelor și scriitorilor români”, An III, Nr. 11-12, 1929
  - Fragment din memorii, fragment din volumul II din The story of my life, „Revista scriitoarelor și scriitorilor români”, An. VIII, Nr. 12, 1934
  - Regine încoronate, capitolul XIX, în „Revista scriitoarelor și scriitorilor români”, Anul VI, Nr. 11-12, 1932

- en Limba engleză
  - A Queen in a Crisis: „It is No Sinecure to be the Queen of a Country” (O Regină aflată în criză: „Să fii regina unei țări nu este o sinecură”) , în „Ladies' Home Journal”, decembrie 1918
  - The Vanished Tsarina (Țarina dispărută) , în „The Living Age”, octombrie 1919
  - Some Memories of the Russian Court (Niște amintiri de la Curtea Rusiei) , în „The Living Age”, octombrie 1919
  - The Fallen Czar (Țarul detronat)  , în „Woman's Home Companion”, iulie 1920
  - A Resurrected Army (O armată renăscută) , în „The Living Age”, iulie 1921
  - Modern Fashions, în „The Living Age”, februarie 1925
  - Lulaloo—A Fairy Tale Told by a Queen (Lulaloo - O poveste spusă de o Regină), în „'Good Housekeeping”,  martie 1925
  - Making Marriage Durable (Făcând căsătoria durabilă) , în „New York World”, mai-iunie 1925
  - My Journey to America. Impressions of America (Călătoria mea în America. Impresii despre America) , în „The World”, New York, 1926
  - Is Royal Blood a Blessing? (Este sângele regal o binecuvântare?) , în „Pearson's Magazine”, 1927
  - My Life as Crown Princess (Viața mea ca prințesă moștenitoare) , în „The Saturday Evening Post”, 1933-34
  - My Mission (Misunea mea) , în „Cornhill Magazine”, octombrie-decembrie 1939
- fr Limba franceză
  - Un Martyr de la Grande Tragedie: Le Tsar Nicolas II (Un martir al marii tragedii: Țarul Nicolae II) , în „Revue des Deux Mondes”, septembrie 1919
  - Une reine regarde la Vie (O regină privește viața) , în „Excelsior”, Paris, iunie 1925

Manuscrise nepublicate
- ro Limba română
  - Scrisă când am devenit Regină
  - Paginile mele românești
  - București
  - Pagini scrise în decembrie 1916
  - Colonelul Boyle
  - Ioan Brătianu
- en Limba engleză
  - The Real Regina Maria. The Story of a Soul (Adevărata Regina Maria. Povestea unui suflet) 
  - A Book of Remembrances (O carte a aducerilor aminte) 
  - The Future of Monarchy (Viitorul monarhiei) 
  - New Queens for Old (Noi regine în locul celor vechi) 
  - Clothes (Haine) 
  - About Beauty (Despre frumusețe) 
  - About marriage (Despre căsătorie) 
  - About Women (Despre femei) 
  - Woman's Dress and Woman's tongue as Influence on the Marriage Problem (Rochia femeii și limba femeii ca mijloc de influență în problema căsătoriei) 
  - About men (Despre bărbați) 
  - About Fidelity (Despre fidelitate) 
  - Queen Prayer (Rugăciunea unei Regine) 
  - The Virtue of Perseverance (Virtutea perseverenței)
  - Be Yourself (Fii tu însuți) 
  - Americans I have met (Americani pe care i-am întâlnit) 
  - London under three reigns (Londra sub trei domnii) 
  - The Woman of Tears (Femeia lacrimilor) 
  - An English princess amongst Foreigners (O prințesă engleză printre străini) 
  - What it feels to be exiled (Ce înseamnă a fi exilat) 
  - Greeting  written for Mr. de St. Aulaire (Salutare scrisă pentru Domnul de St. Aulaire) 
  - Written for the Romanians in America (Scrisă pentru românii din America) 
  - Defence against a horrible article written in America (Apărare împotriva unui articol îngrozitor  scris în America) 
  - At Grand-mama's Court (La Curtea bunicii) 
  - Upon the Education of Royal Children (Cu privire la educația copiilor de regi) 
  - What Life has taught me (Ce m-a învățat viața) 
  - What România means to its Queen (Ce înseamnă România pentru Regina sa) 
  - The Problem of Happiness (Problema fericirii) 
  - Back to Kind Old London (Acum înapoi la dulcea și bătrână Londră) 
  - Article written for the coronation - The Bells are Pinging' (Articol scris pentru încoronare - Răsună clopotele)

## Galerie foto

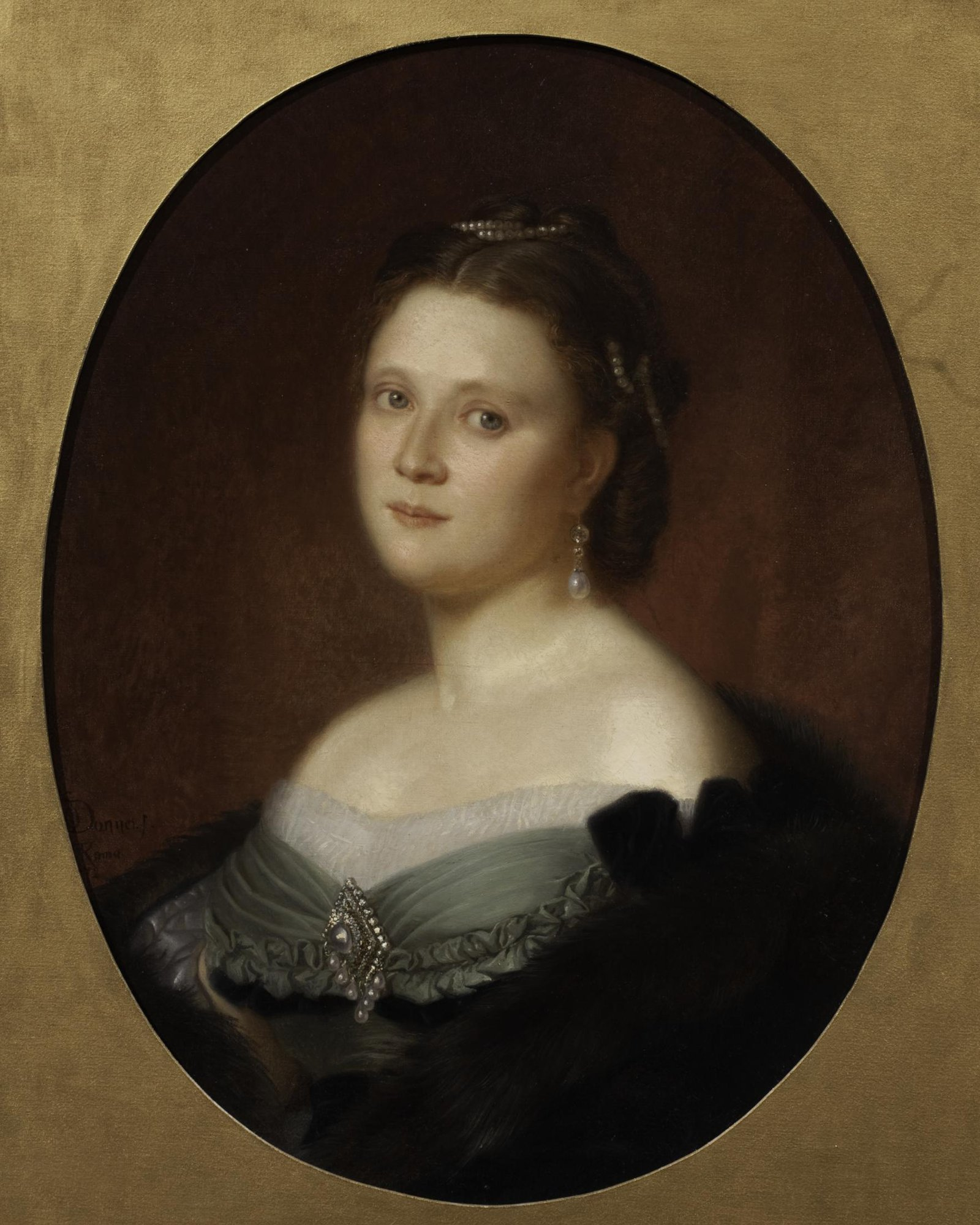
Marea Ducesă Maria Alexandrovna a Rusiei, mama Reginei Maria
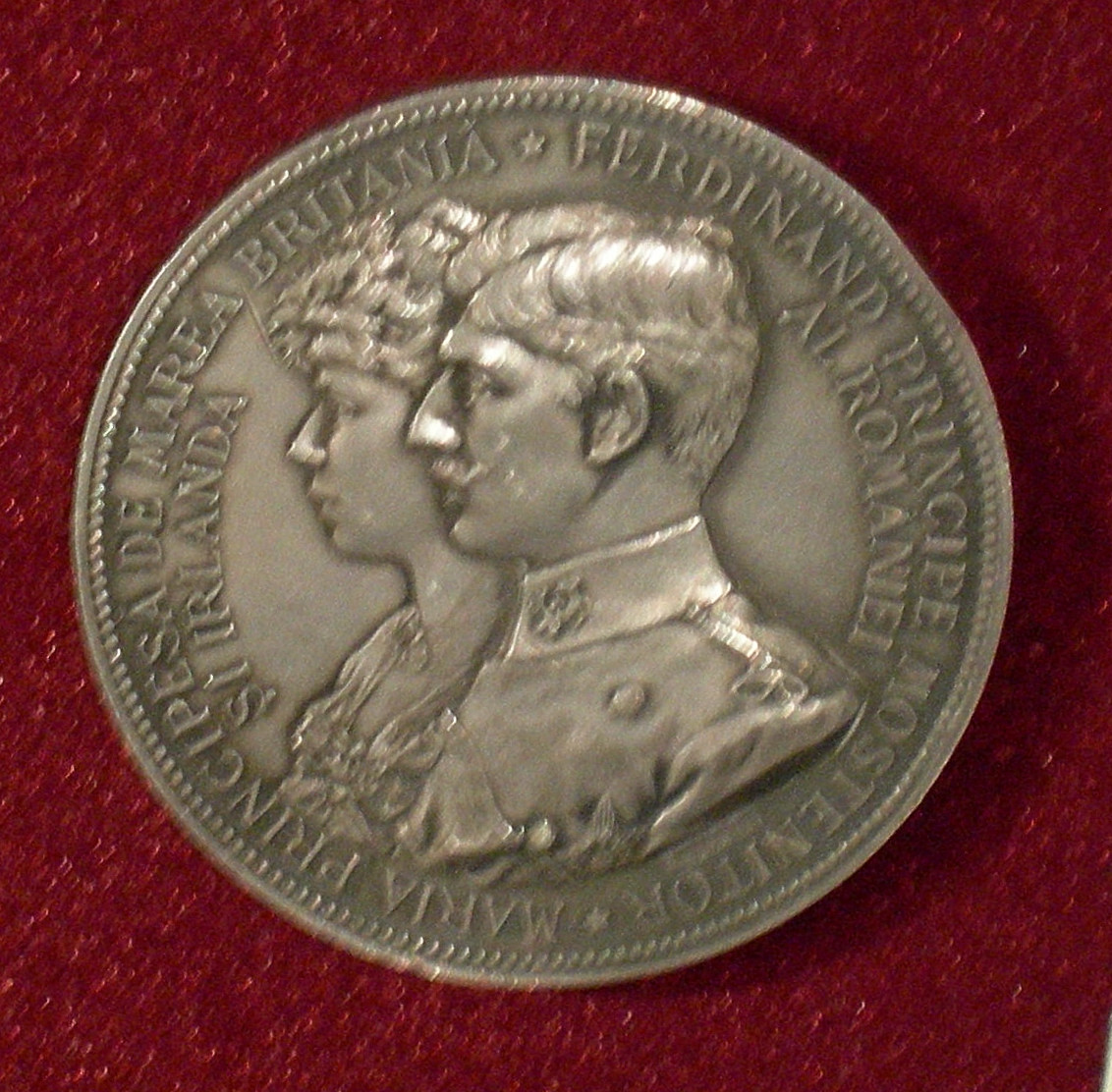
Medalie comemorativă emisă cu prilejul căsătoriei Mariei cu Ferdinand
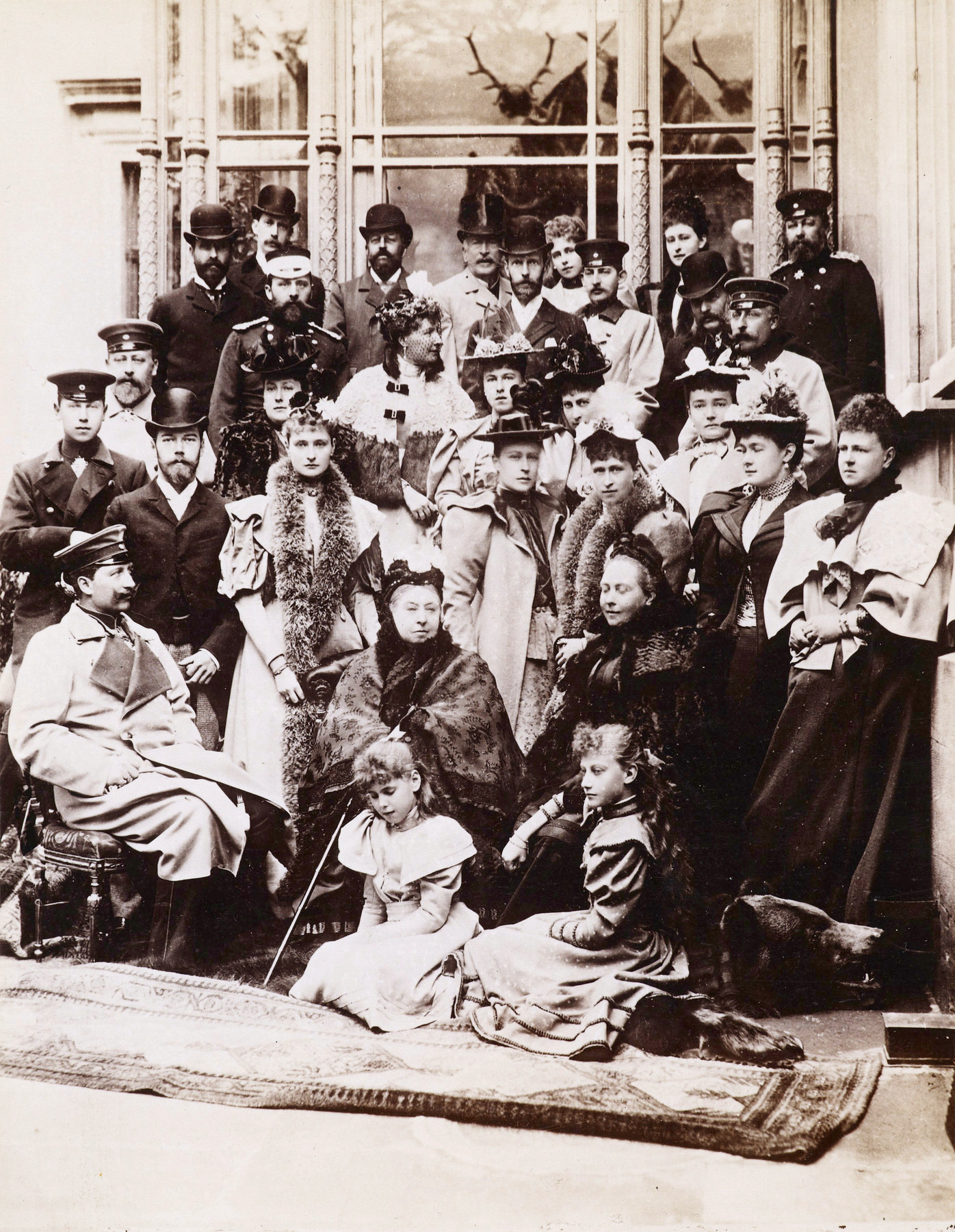
Fotografie de la căsătoria surorii sale, Victoria-Melita, Coburg, 1894. Sunt prezenți Regina Victoria și împăratul Wilhelm al II-lea
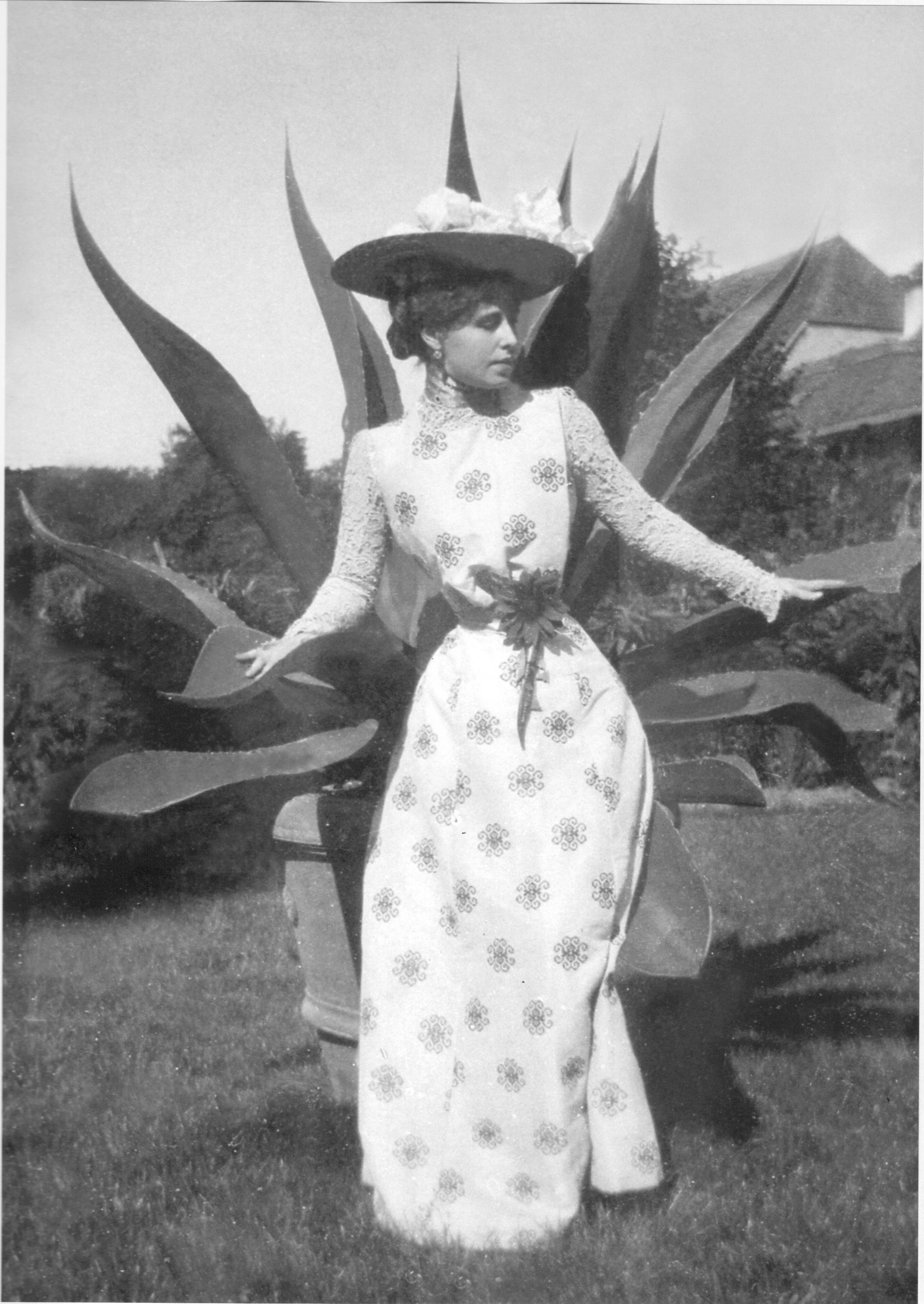
Principesa Maria într-o fotografie realizată de principele Ferdinand la Cotroceni
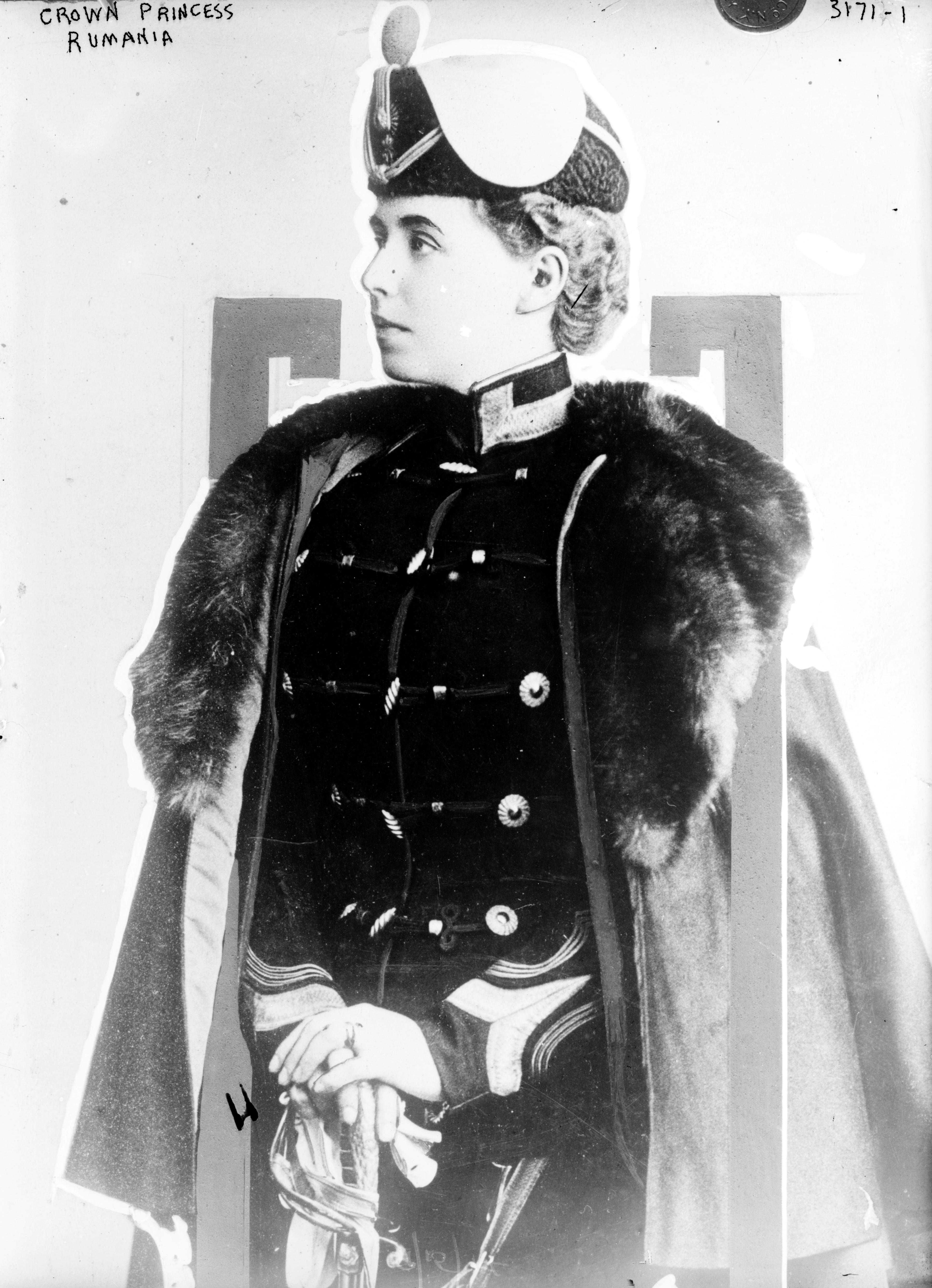
Regina Maria în uniforma Regimentului 4 Vânători
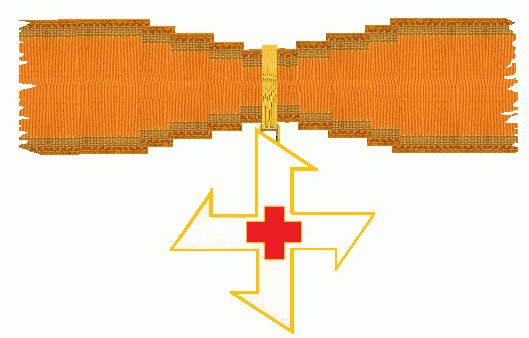
Ordinul Crucea Reginei Maria, înființat de Regele Ferdinand I în 1917 (clasa I cu însemne de război)
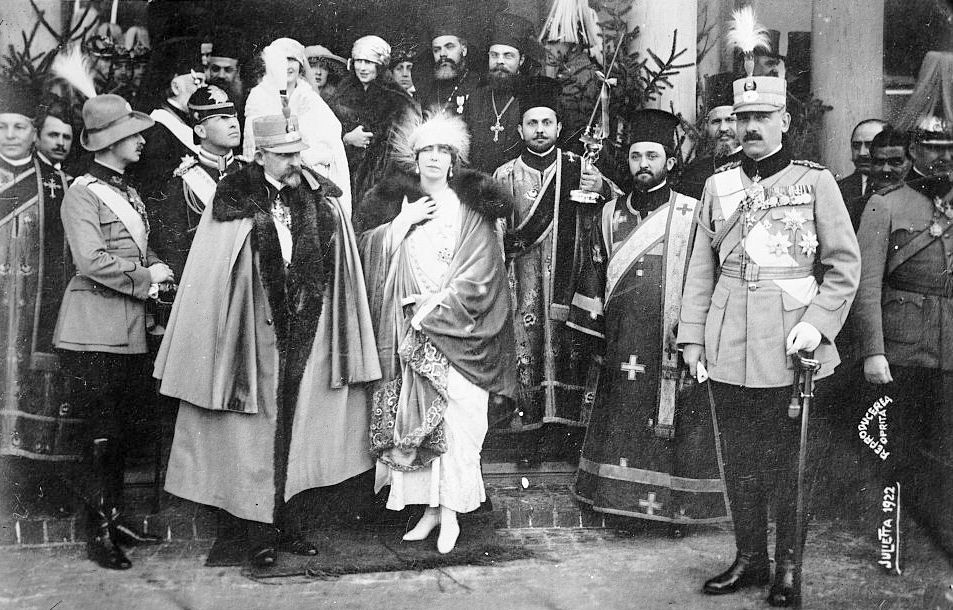
Regele Ferdinand I, Regina Maria și prințul Carol în 1922
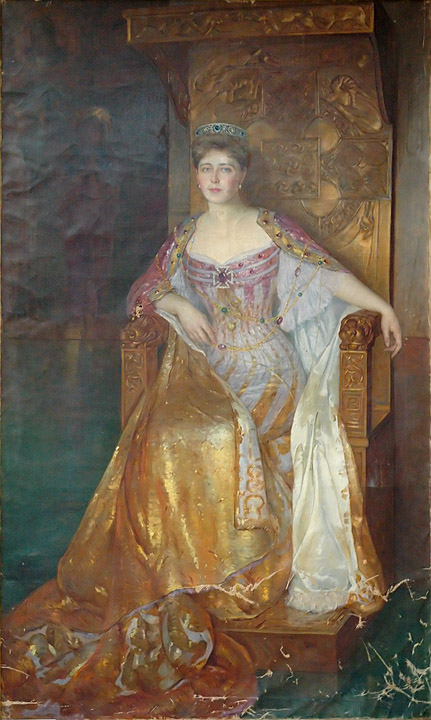
Regina Maria, portret realizat de Pierre Bellet
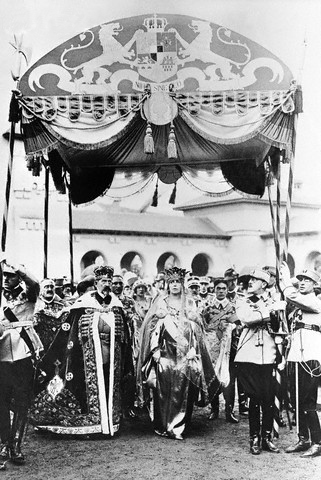
Încoronarea lui Ferdinand și a Mariei, la Alba Iulia, în 1922
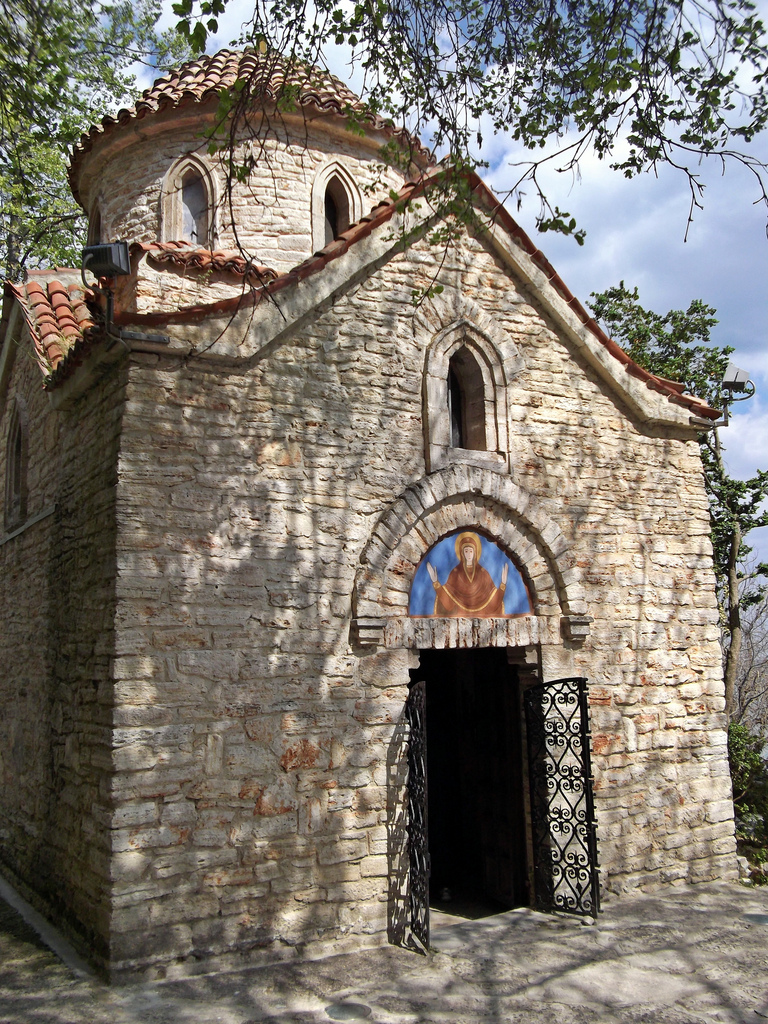
Capela Stella Maris de la Balcic unde a fost depusă inima Reginei Maria
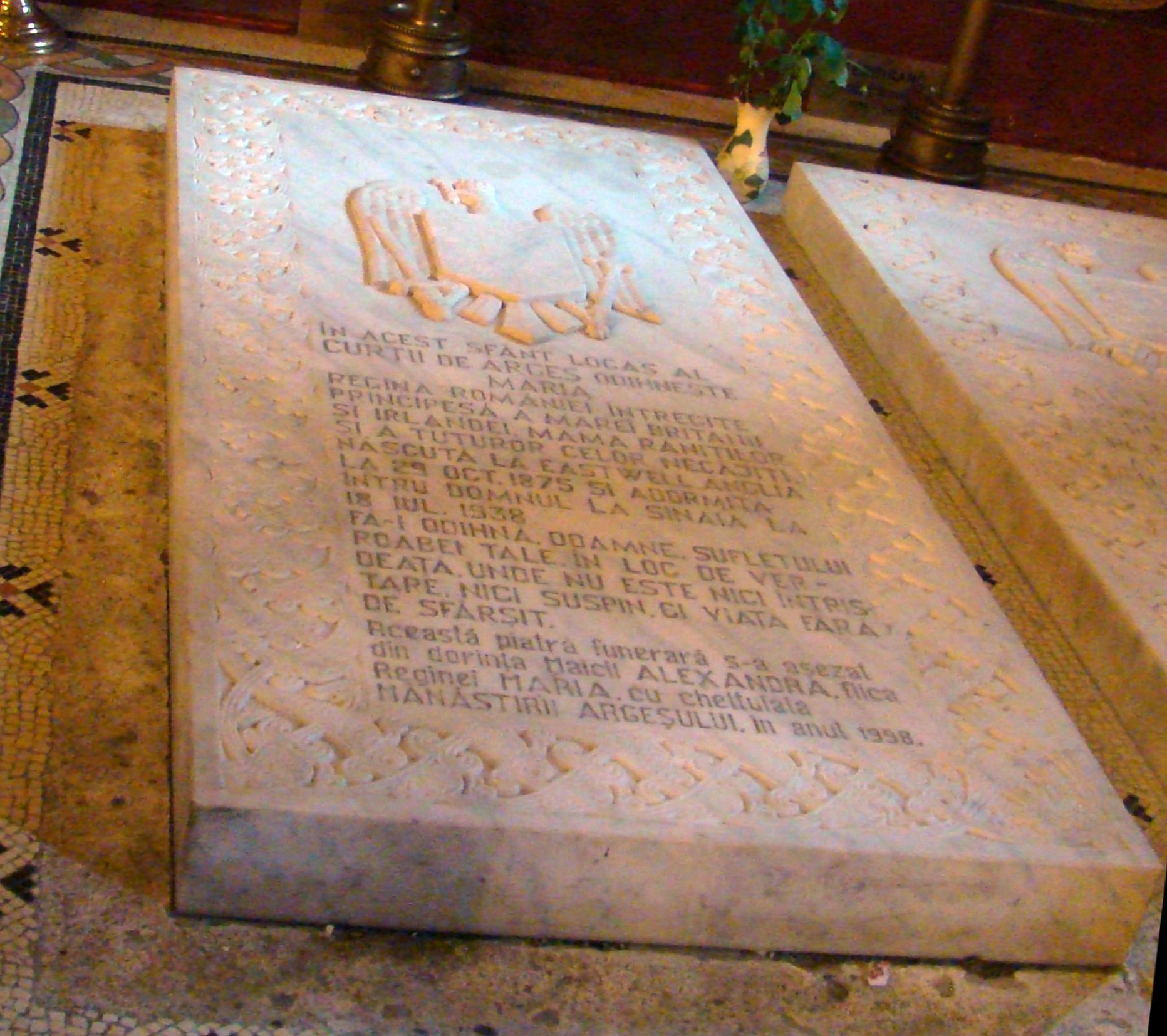
Mormântul Reginei Maria din biserica episcopală de la Curtea de Argeș
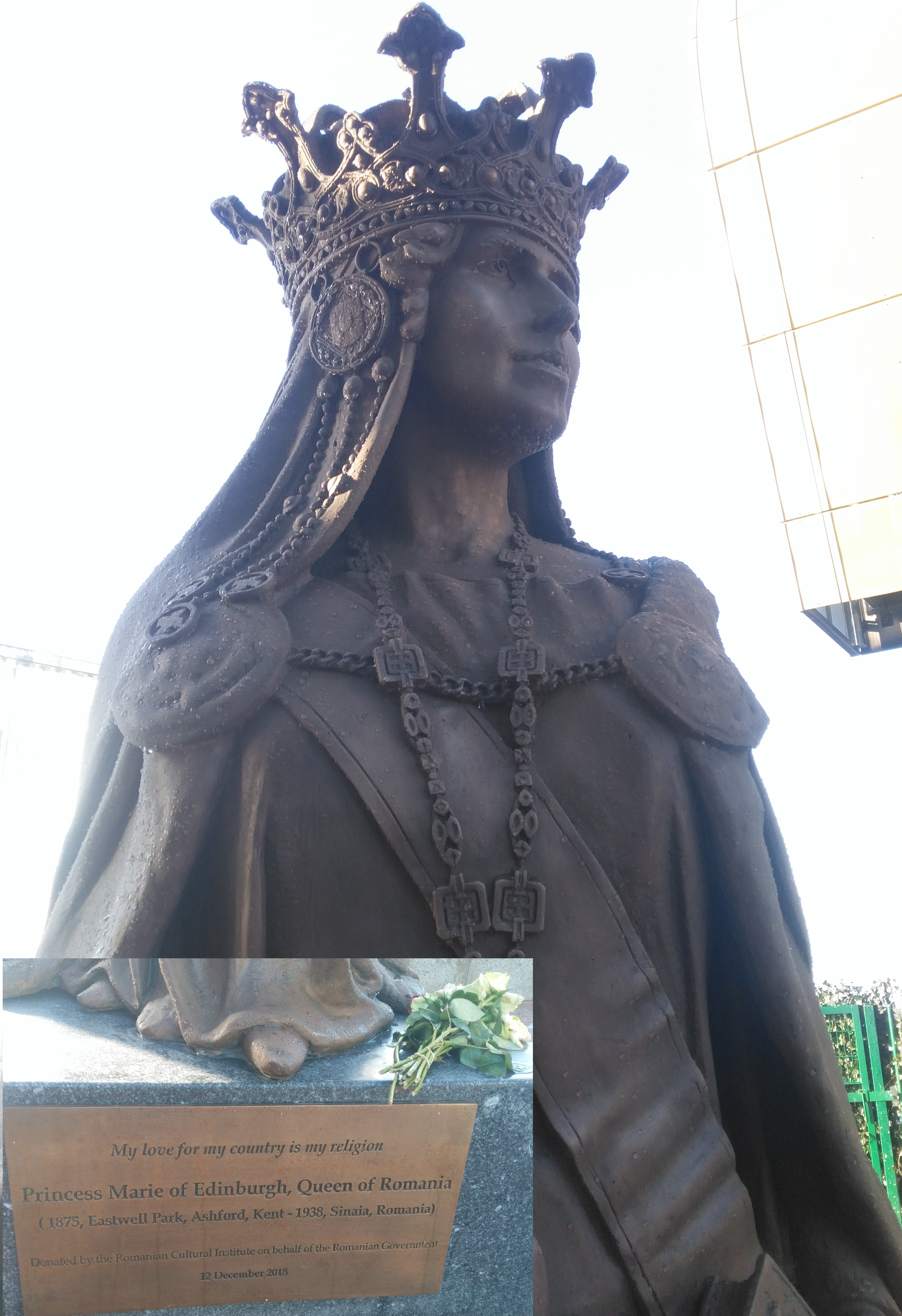
Statuia Reginei Maria din afara granițelor României, la Ashford, Regatul Unit.